# 青天を衝け
『青天を衝け』（せいてんをつけ）は、2021年（令和3年）2月14日から12月26日まで放送されたNHK大河ドラマ第60作。「日本資本主義の父」と称される渋沢栄一を主人公に、江戸時代末期（幕末）から昭和初期までを描く。

## 制作

### 企画
本作の舞台が幕末に決まった理由について、制作統括の菓子浩は発表会見において、「今の閉塞感が感じられる時代だからこそ、大きな時代のうねりを描きたいと思って、幕末から明治を題材に選んだ」と説明し、さらに大森も「得意とされている時代」だとした上で、「時代が動く変革の時期を描きたいと思った。他の時代も考えたが、早い段階で幕末に絞っていた」とコメントした。
主人公を渋沢栄一にした経緯については、菓子がインタビューにて「渋沢は主役候補に挙がっていたが、一万円札の肖像に決まったという発表が後押しになった」と、2024年度より発行される新紙幣の肖像に決定したことが理由の1つであると語っている。

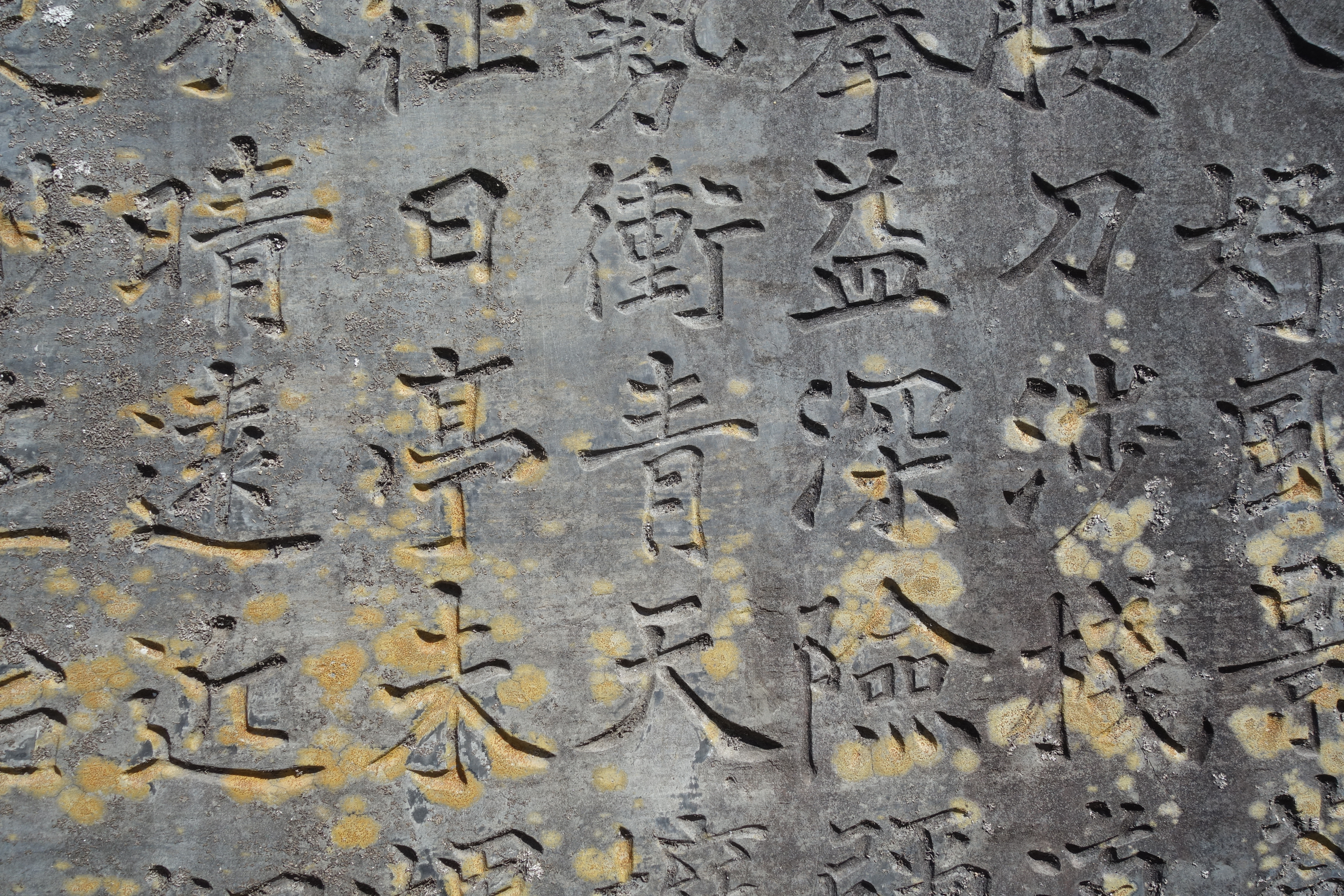
内山峡の渋沢栄一詩碑にある「衝青天」の一節

表題「青天を衝け」は、渋沢自身が内山峡（長野県佐久市）を旅した際に詠んだ漢詩の一節「勢衝青天攘臂躋 気穿白雲唾手征」（意：青空をつきさす勢いで肘をまくって登り、白雲をつきぬける気力で手に唾して進む）から取られた。

### 沿革
2019年（令和元年）9月9日に制作発表が行われ、題材・タイトルとともに脚本を連続テレビ小説『風のハルカ』『あさが来た』などを手がけた大森美香が担当し、主演を吉沢亮が務めることが発表された。なお、吉沢は大河ドラマの主演俳優としては初の平成生まれである。
2020年（令和2年）12月4日、番組公式ホームページが開設、番組メインビジュアルを公開し公式ツイッターも始動した。
2021年（令和3年）2月14日、前作の『麒麟がくる』が新型コロナウイルス感染症（COVID-19）の影響などで放送日程が大幅に変更されたため、本作はNHK大河ドラマとしては史上初めて2月放送開始の作品となった。
同年6月23日、東京五輪・パラリンピック期間中の7月25日から9月5日までの計5回分の放送を休止することが発表された。
同年7月21日、最終回が12月26日となり、放送回数は全41回となることが発表された。
同年9月17日、Vaundyが書き下ろした、本作のインスパイアードソング「偉生人」が発表された。
同年11月8日、クランクアップ。2020年7月のクランクインから約1年4か月にわたる撮影が終了した。

### 視聴率
初回放送では、ここ数年では高視聴率であった前作『麒麟がくる』をさらに上回る世帯視聴率20.0％を記録し、大河ドラマとしては実に8年ぶりとなる20%台でスタートを切った。その後は後半にかけてやや数字を落とし、全話の平均世帯視聴率は前作をわずかに下回る14.1％であった。一方、全話の平均個人視聴率は8.4％、総合視聴率は19.6％（全て関東地方・ビデオリサーチ調べ）。

## あらすじ

### 血洗島・青春編（第1回 - 第12回）
幕末の武蔵国・血洗島村。藍玉作りや養蚕を生業とする農家に生まれた渋沢栄一は、剛情っぱりだが、おしゃべりで利発な少年。
同じころ、水戸藩主・徳川斉昭は軍事訓練を行ったことで、幕府から隠居を命じられるが、英邁と評判の子息・七郎麻呂に御三卿の一橋家への養子の話が持ち上がる。弘化4年（1847年）、七郎麻呂は江戸城に入り徳川慶喜を名乗る。
成長した栄一は農家の仕事を務めながら、少年時代から想いを寄せていた千代と結婚する。また、栄一は千代の兄・尾高惇忠の道場で剣術を学び、開国、桜田門外の変と世の中がめまぐるしく変わる中、尊王攘夷思想にのめりこむ。栄一たちは横浜の外国人居留地に火をつけ、幕府を転覆する横浜焼き討ちを計画。だが、尾高長七郎の必死の説得で断念する。栄一といとこの渋沢喜作は幕府に追われる立場となるが、江戸で慶喜の側近・平岡円四郎に出会い、一橋家の家臣に誘われる。幕府に捕らわれて死ぬか、一橋の家臣となるか。「生き延びればいつか志を貫ける」。この選択が、栄一の運命を変えていく。
文久2年（1862年）、慶喜は将軍後見職となり、翌年には宮中を守るため京に移る。栄一と喜作も世の中を変えたいという思いから、家を出て京へ向かう。

### 一橋家臣編（第13回 - 第21回）
京についた栄一と喜作は平岡円四郎を訪ねる。円四郎のはからいで二人は一橋家臣となり、渋沢篤太夫、渋沢成一郎と名を改める。だが円四郎は過激な志士に暗殺され、水戸天狗党は悲惨な末路を迎える。もはや「呪いの言葉」へと成り果てた尊王攘夷運動の限界を悟った篤太夫は、慶喜こそが幕府を変える人物であると望みを懸け、一橋家の財政安定のため尽力。慶喜からも次第に働きぶりを認められていくが、14代将軍・徳川家茂が急逝し、慶喜が将軍となる。図らずも幕臣となってしまった篤太夫は失意の日々となる。そんな折、慶喜はパリ万博とヨーロッパ留学に出発する弟の徳川昭武の随行人に篤太夫を任命。勘定奉行・小栗忠順よりフランスからの借款交渉をまかされ、篤太夫は船でパリへと旅立つ。

### パリ編（第22回 - 第25回）
パリに到着した篤太夫は、万博の会場で最先端の西洋技術に驚嘆する。だが薩摩藩の五代才助（友厚）の策略により、フランスから幕府への借款が不可能になってしまう。篤太夫は資金繰りに奔走する中、身分に関係なく皆で能力を発揮し合う西洋社会に感銘を受ける。同じころ、日本では西郷吉之助（隆盛）が軍備を整え、岩倉具視と大久保一蔵（利通）が王政復古への動きを進めるが、慶喜は先手を打ち政権を朝廷に返上する。戊辰戦争が幕を開け激変する日本の状況は手紙を通してパリに伝わり、昭武らは衝撃を受ける。株式資本の仕組みを学んで新たな決意を抱いた篤太夫は帰国の途に着く。

### 静岡編（第26回 - 第28回）
帰国した篤太夫は幕府崩壊の顛末を聞かされる。慶喜は謹慎を続けており、篤太夫の見立て養子となっていた平九郎は新政府軍との激戦で命を落とし、成一郎は土方歳三らと共に箱館へと転戦していた。篤太夫は変わり果てた日本にやり切れない思いを抱くが、6年ぶりの帰郷を経て再び前を向く。静岡で隠棲する慶喜と再会した篤太夫は、駿府藩で働き始める。藩の財政改革に乗り出し、パリで学んだ知識を活かし商法会所を設立。その噂は新政府の元にまで届き、篤太夫は出仕を求められる。大蔵大輔・大隈重信の説得を受けた篤太夫は「栄一」に名を戻し、慶喜に別れを告げて大蔵省に仕官する。

### 明治政府編（第29回 - 第31回）
明治2年（1869年）年11月に明治新政府へ出仕した栄一は、大隈や伊藤博文らから問題山積の内情を知らされることとなる。そこで民部・大蔵省内に改革のための専門部署「改正掛」を設立し、静岡から呼び寄せた旧幕臣・杉浦穣らとともに新通貨発行、地租改正、版籍奉還、郵便制度などを次々と実行する。また、経済の新たな仕組みを導入するため、三井組・小野組による合同銀行を設立する。喜作や惇忠を政府に誘う一方で、三井組番頭・三野村利左衛門や西郷隆盛の言葉から高所から物を言う官僚の立場に疑問を持ち、民間に下ることを決意。大隈に代わり上司となっていた井上馨とともに栄一も辞表を提出する。

### 実業〈算盤〉編（第32回 - 第37回）
政府を辞職した栄一はパリで学んだ合本を日本で実践するため、第一国立銀行の総監に就任。五代友厚をして「魑魅魍魎の集まり」と言わしめた実業界に身を投じることとなる。その頃、三菱商会を率いる岩崎弥太郎は、政府と結びつき海運業で急成長していた。東京商法会議所の設立など民間の力で近代化を目指す栄一にとって、弥太郎は大きな壁となって立ちはだかる。三菱の海運独占を打破するため、栄一は合本による海運会社を設立して対抗。熾烈な競争を繰り広げる両社は消耗していくが、弥太郎の死によって終止符が打たれる。その最中、千代がコレラによって死去し、栄一は知人らの勧めで伊藤兼子と再婚する。兼子は千代を失った悲しみから抜け出せない栄一に不満を持つが、次第に心を通わせていく。

### 実業〈論語〉編（第38回 - 第41回）
明治20年代に入り近代国家となった日本では、徳川の世を再評価する機運が高まりつつあった。数々の事業を立ち上げ経済界の中心的存在となっていた栄一は、汚名を被ったまま静岡で隠棲するかつての主君・慶喜のことが気がかりでいた。幕府を終焉に導いた慶喜の真の思い、またその偉業を後世に伝えるため、栄一は慶喜の伝記編纂を思い立つが、過去を語る気のない慶喜はこれを拒む。また、栄一の嫡男・篤二は将来を期待されながらも素行不良が目立ち、家族は心を痛める。
経済面で目覚ましい成長を遂げた日本は、軍事面でも拡大路線を突き進んでいく。やがて日露戦争が勃発し、栄一も戦勝のため公債購入を呼びかけるが、演説の最中過労で倒れる。駆け付けた慶喜は「生きてくれたら自分のことは何でも話す」と語り、ようやく伝記の編纂がはじまる。昔を知る人々が集まる中、慶喜は戊辰戦争を食い止められなかった自責と後悔の念を告白し、隠遁が自身の最後の役割だったと語る。慶喜の言葉に胸を打たれた栄一は、自身もまた人生の役割を全うするため、実業界を引退。排日運動吹き荒れるアメリカに再び渡り、民間外交で事態を好転させようと尽力する。
旧友たちが次々と世を去る中、慶喜の伝記が完成。渋沢家では廃嫡となった篤二に代わって孫の敬三が栄一の跡継ぎとなる。関東大震災で各国からの救援物資に感動した栄一は、中華民国で水害が発生するとラジオで演説し救援を呼びかける。「手を取り合いましょう。皆が嬉しいのが一番」という真摯な訴えは人々の共感を呼び、多くの募金が集まる。だが満州事変の勃発により救援物資は受け取り拒否され、栄一は落胆する。昭和6年（1931年）11月11日、栄一は日本の行く末を案じながら91歳の人生に幕を下ろす。追悼式で壇上に立った敬三は、祖父・栄一の生涯を振り返り「偉人というより、むしろ郷里・血洗島村の青空の下で励む1人の青年そのもののような気がしていた」と述懐した。

## 登場人物

### 主人公とその縁戚

#### 渋沢栄一と家族
渋沢栄一（しぶさわ えいいち）
（渋沢栄一 → 渋沢篤太夫 → 渋沢栄一）
演：吉沢亮（少年：小林優仁）
本作の主人公。中の家（なかんち）当主・渋沢市郎右衛門の子。
剛情っぱりでおしゃべりな性格。また、物事を理論づけて考えることが得意であり、藍葉の買付や藍農家の番付などに商才を顕していく一方で、理屈に合わない迷信や理不尽には人一倍腹を立てたり反抗したりする。
農民が必死に働いて稼いだ金を代官から御用金として取り立てられることに納得がいかず、江戸幕府の身分制度に怒りを覚える。千代との結婚前後から攘夷思想に染まり、一時は高崎城の襲撃と横浜焼き討ちを計画するが、村に戻ってきた長七郎に「異国との軍事力の差からの武力による攘夷活動の限界」となった事件の数々を知らされる。幕府の嫌疑を逃れ別の道を模索するため、父に頼み込んで喜作とともに村を出て京に上るが、円四郎と出会ったことで一橋家の徳川慶喜に仕えることになり篤太夫（とくだゆう）と名乗る。
慶喜こそが幕府に代わって天下を治めるのに相応しい人物と見定め、「一橋の懐」を豊かにすべく兵の募集や財政改革に手腕を発揮し、慶喜からの信頼を得ていく。慶喜の将軍就任に伴い幕臣となり、進むべき道を見失うものの、パリ万博に参加する慶喜の弟・昭武の随行を打診されたことに光明を見出し、フランスへ旅立つ。パリで西洋の文明と経済の仕組みを学ぶ一方、日本で幕府が崩壊したことを聞かされ、帰国する。帰国後は慶喜が謹慎生活を送る駿府藩に仕え、パリで学んだ民間の資本を集める「合本」の仕組みを試すべく「商法会所」を設立する。新政府から出仕を命じられると任官を固辞するが、大隈重信の説得に心を揺らす。慶喜のもとを訪れ、「日本のために尽くせ」と告げられたことで決意が固まり、名を再び栄一に戻して大蔵省に出仕する。
新政府では内部にはびこる非効率な業務を目にし、様々な改革を進めるための専門部署である「改正掛」を立ち上げ、近代化のための改革を次々と手掛けていく。しかし幕臣嫌いの大久保利通によって改正掛は解散させられ、反発を強める。その後、三井組・小野組による合同銀行の設立を指揮するが、高所から物を言う官僚の立場に違和感を覚える。旧態依然とした官尊民卑の風潮を打破すべく、民間の第一線に立つことを決意する。
政府を離れた後、第一国立銀行の総監役に就任し、融資により新たな合本組織の設立に携わっていく。公益の追求と民間の地位向上を目指すが、一社で利益を追求する三菱商会の岩崎弥太郎とは相容れず、三菱の海運独占に対抗する。その最中であった明治15年（1882年）、最愛の妻である千代をコレラで亡くし、悲嘆に暮れるが、知人の紹介で後妻となる兼子と再婚。一度は離縁の危機に陥るも、自身の至らなさを深く謝罪し、家族を守るために力を貸して欲しいと頼み、離縁の危機を脱する。弥太郎との勝負は、五代友厚が間に入る形で共同運輸と三菱商会の合併が行われ、2年半に及ぶ戦いに終止符が打たれる。
兼子の助力もあり、多くの事業で成功を収める一方、嫡男・篤二が跡継ぎの重責から逃れるように放蕩を重ねるという家族内の問題に頭を悩ませる。また、慶喜が汚名を被ったまま静岡でひっそりと暮らしていることも気にかけ、徳川の世を再評価する機運が高まったことを気に、慶喜のもとを訪れて伝記作成への協力を依頼。この時は断られたが、作成を諦めないと告げて慶喜のもとを去る。
時代が20世紀へと移り、官僚時代の上司であった井上馨らに講演会で主戦論を掲げるよう頼まれ、戦費のための公債購入を呼び掛けるが、その直後に肺炎を患い、危篤状態に陥る。30年ぶりに東京へと戻ってきた慶喜がこれを知るとすぐに駆け付け「生きてくれたら、なんでも話す」と、伝記への作成に協力することを約束される。病状が回復し、慶喜の伝記作成の場が設けられると、慶喜の口から幕府崩壊に至った真相などが語られ、「隠遁は私の最後の役割だったのかもしれない」という思いも語られた。また、この出来事をきっかけに、今の日本を「心のない張りぼて」と憂い、そうさせたのは自分だと痛感。第一銀行と銀行集会所以外の役員職を除くすべての役職からの辞任を決め、実業界の第一線を退く。
引退後は日本人移民排斥の動きが強まっていたアメリカへと渡り、当時の大統領らと会談し、日本人の姿を理解してもらうための公演を行うなど、民間外交にも力を入れる。その一方、明治44年（1911年）には篤二が妾宅を持ったことを新聞に報じられ、篤二を廃嫡とする苦渋の決断を下し、孫である敬三に跡を継いでほしいと頭を下げて頼み込む。大正12年（1923年）の関東大震災では、既に80歳を超える身でありながら、被害救済のため老体に鞭を打つように最前線に立って行動する。
91歳を迎えてもなお、中華民国水災同情会の会長として中華民国の水害救援への呼びかけを行うなど、生涯をかけて平和への活動を続けた。大勢の孫たちに昔話をせがまれると、過去に関わった人々すべてを、立場や意見の相違を超えて「友」と呼び懐古する。昭和6年（1931年）11月11日、家族に見守られながら永眠。
孫で家督をついだ敬三は、追悼式で「死んだあとも、私はみなさまの事業や健康をお守りするつもりでおりますので、どうか今後とも他人行儀にはしてくださらないよう、お願い申します」という亡くなる間際のメッセージを読み上げている。
演じた吉沢は、大河ドラマでは初めて史上最長の91歳までを演じたことで話題となった。

渋沢千代（しぶさわ ちよ）
（尾高千代 → 渋沢千代）
演：橋本愛（少女：岩﨑愛子）
栄一の従妹、先妻。尾高惇忠の妹。
控えめで口数が少ないが芯は強い。幼い頃から学問に憧れ、女子でも学びたいと兄に訴える気丈さを持つ。この時代の女性らしく攘夷の思想を持っており、栄一がパリで撮影した洋装の写真を見て困惑し「元の勇ましい姿にお戻り下さい」と抗議の手紙を栄一に送り付けてもいる。
従兄で幼なじみの栄一とは仲むつまじい関係を築く。栄一が京へ旅立つと、夫に代わって中の家を支え、うたを育てる。パリから帰国した栄一との再会後、栄一が働く静岡に呼ばれ再び同居を始める。
栄一にとってはかけがえのない存在であり、住み込みの書生たちの世話や東京養育院の支援、アメリカ合衆国前大統領の接待など、公私両方に渡って栄一を支えたが、明治15年（1882年）にコレラで危篤となり、栄一に「生きて…必ず…あなたの道を…」と告げて息を引き取る。
渋沢市太郎（しぶさわ いちたろう）
栄一と千代の長男。麻疹のため1歳前に夭逝。
穂積歌子（ほづみ うたこ）
（うた → 渋沢うた → 穂積歌子）
演：小野莉奈（2か月：宮島瑠花 / 1歳半：岡部光花俐 / 2-5歳：三井絢月 / 6-10歳：山崎千聖 / 11歳：山崎香歩）
栄一と千代の長女。
明るい性格で父栄一に似ておしゃべり好き。一方で渋沢家の長女としての責任感も強い。
誕生してすぐに栄一が京に出たため、長く離れて暮らした。維新後は両親とともに、静岡から東京に引っ越して暮らす。伊達宗城から旧宇和島藩士の穂積を紹介され、互いに惹かれ合って結婚する。結婚後も栄一の屋敷で夫と共に同居し、渋沢家のまとめ役として奮闘する。放蕩がおさまらない弟の篤二に心を痛め、涙を流しながら説教した事もある。
栄一の最晩年も傍らにあって身の回りの世話をし、その最期も看取った。
穂積陳重（ほづみ のぶしげ）
演：田村健太郎
歌子の夫。旧宇和島藩士で法学者。法律の知識を活かして渋沢家の家憲を作成した。
その後は岳父栄一の側近となり、慶喜の伝記の編纂事業に参加、篤二の後見役も務める。篤二の放蕩には悩まされる。
阪谷琴子（さかたに ことこ）
（こと → 渋沢こと → 阪谷琴子）
演：池田朱那（2-3歳：吉川さくら / 7歳-13歳：森美理愛）
栄一と千代の次女。阪谷芳郎と結婚。
阪谷芳郎（さかたに よしろう）
演：内野謙太
琴子の夫。大蔵省の役人。
渋沢篤二（しぶさわ とくじ）
演：泉澤祐希（少年：齋藤絢永）
栄一と千代の次男、嫡男。
10歳の頃に実母・千代と死別し、以後は姉の歌子とその夫である穂積陳重が親代わりとなる。父・栄一が偉大な存在になるにつれて嫡男としての立場が重くなり、やがて放蕩を重ねるようになる。生活改善のため熊本の学校に入学させられるが、そこでも女性を連れて大阪に逃げたことが発覚したため、栄一によって学校を退学させられ、栄一の実家である血洗島の中の家で謹慎。その後、明治27年に橋本実梁の娘である敦子と結婚する。
その後は妻・敦子との間に、敬三、信雄、智雄という3人の息子が生まれるが、明治44年（1911年）に芸者の玉蝶との交際が発覚、家を出て妾宅を持ったことが新聞に報じられ、この事態を重く見た栄一により廃嫡とされ、長男の敬三が栄一の後を継ぐこととなる。
大正12年（1923年）に関東大震災が発生した際には、家族を心配して飛鳥山の渋沢家に急いで駆け付け、再会した栄一と互いの無事を喜び抱き合う。既に80歳を超える老齢でありながら、被災者の為に必死で動き続ける栄一の姿を見て、「そういう人だ…あれこそ、渋沢栄一だ」と、改めてその姿に感服する。
栄一の臨終にも駆けつけ、敬三をはじめとする家族皆で最期を看取る。
渋沢敦子（しぶさわ あつこ）
演：藤松祥子
篤二の妻。華族の娘。
渋沢敬三（しぶさわ けいぞう）
演：笠松将（幼少：塚尾桜雅）
篤二の長男。嫡孫。
生物学者を夢見ていたが、父・篤二が廃嫡となったことで、祖父の栄一から直々に跡を継いでほしいと頭を下げられたため、戸惑いながらも頼みを受け入れる。大学卒業後に横浜正金銀行に入行し、銀行業務に就く。
最終回は彼の視点で物語が展開する。岩崎弥太郎の孫である登喜子と結婚し、横浜正金銀行ロンドン支店での勤務を経て日本へと帰国し、祖父・栄一をより深く知ろうと考える。その中で、栄一のこれまでの人生や成功と挫折など、その多くを知ることとなる。
栄一の死後、追悼式で素顔の栄一のことを語り、臨終前の栄一が遺したメッセージを読み上げる。その際、栄一のことを「よく食べよく喋り、時には自分勝手で子供のように涙を流す、偉人というより血洗島の青空の下で励む一人の青年そのもの」と評し、「失敗や叶わなかった事も含め、お疲れさん、よく励んだと渋沢栄一を思い出して欲しい」という自身の願いを語った。追悼式後、栄一の故郷・血洗島を訪れ、若かりし頃の栄一と語り合い、走り去る栄一の姿を見送り、血洗島を後にする。
渋沢登喜子（しぶさわ ときこ）
演：今泉マヤ
敬三の妻。旧姓は木内（きうち）で、岩崎弥太郎の孫。
渋沢雅英（しぶさわ まさひで）
演：黒岩紘翔
敬三の長男。ロンドンにて誕生し、栄一から「雅英」と命名される。
渋沢信雄（しぶさわ のぶお）
演：岡部ひろき（幼少：森口太翔）
篤二の次男。
渋沢智雄（しぶさわ ともお）
演：越中優人
篤二の三男。

渋沢兼子（しぶさわ かねこ）
（伊藤兼子 → 渋沢兼子）
演：大島優子
栄一の後妻。横浜の元豪商・伊藤八兵衛の娘。
実家の家業が明治維新後に没落し、芸者として身を立てるために訪れた置き屋で三味線の師匠となるやすと出会う。その後、やすの勧めで栄一の後妻となる。
栄一と結婚するも、死別した前妻の千代を忘れられずにいる栄一や彼の家族の姿を見ることに苦悩し、「望まれて妻になりたいとは毛頭思いませんが、それでもいくばくかの情がなければ妻にはなれません」と一度は離縁を切り出す。しかし、「もっと自分を叱って欲しい」「この家と家族を守りたい。どうか力を貸してください」と頭を下げる栄一の姿を見て離縁の申し出を撤回。以後は公私両方の面から栄一を支える。
栄一が実業界を引退後に行った民間外交にも同行し、栄一が亡くなるまで妻として彼を支え続けた。
渋沢武之助（しぶさわ たけのすけ）
演：山口大地（4歳：熊谷すばる / 8歳：加藤櫻華）
栄一と兼子の長男。
渋沢正雄（しぶさわ まさお）
演：竹内寿（乳児期：坂井柊介、幼少：番家天嵩）
栄一と兼子の次男。
渋沢博子（しぶさわ ひろこ） / 渋沢純子（しぶさわ すみこ）
演：黒田茉白（博子） / 内藤恵菜（純子）
正雄の娘。
渋沢秀雄（しぶさわ ひでお）
演：遠藤健慎（幼少：菊池拓眞）
栄一と兼子の三男。
渋沢華子（しぶさわ はなこ）
演：遙
秀雄の次女。

大内くに（おおうち くに）
演：仁村紗和
栄一の妾。夫がいたが鳥羽・伏見の戦いで消息不明となった。栄一に似ていたという。
大阪の料亭で女中として働いていたところ、大阪造幣局へ出張中の栄一と関係を持ち、ふみを身ごもる。懐妊の知らせを受けた栄一が千代に頭を下げたことで、東京の渋沢邸へ迎えられる。以後、ふみを育てながら邸内で家事に勤しむ。
ふみが尾高惇忠の次男・尾高次郎と結婚後、新しい人生を送るため渋沢家を離れた。
渋沢文子（しぶさわ ふみこ）
（渋沢ふみ → 渋沢文子）
演：八木優希（幼少：山本理楽）
栄一とくにの娘。
尾高惇忠の次男・次郎のもとに嫁ぐ。

#### 渋沢・中の家
渋沢市郎右衛門（しぶさわ いちろうえもん）
演：小林薫
栄一の父。中の家の当主。
東の家の三男に生まれ、若い頃は武士に憧れ学問や武芸に励んでいた。跡継ぎに恵まれない中の家に婿入りしてからは家業の藍玉作りに力を注ぎ、家を富ませた。
厳格な性格だが、破天荒な栄一の生き方にも理解を示し、見守っている。幼い栄一に論語や藍の売買の手ほどきをし、彼の基礎を作った。栄一が京に旅立つ際は「物の道理だけは踏み外すなよ」と助言し、資金を援助する。
幕臣として故郷に戻ってきた栄一にこの先の身の振り方を伝えられた際には「それでこそ、俺の栄一だ。お前は『道理を外すな』という約束を守り抜いてくれた。お前の父親だと胸を張っていられる」と声をかける。その後、栄一が大蔵省で仕事を始めたのち、栄一が千代達家族と共に住む屋敷にゑいと訪れた際には敬語で話しかけるなど、栄一たちを少々困惑させた。
明治4年（1871年）に病で危篤状態となり、駆け付けた栄一に「俺は、お前を誇りに思っている」と告げ、その2日後に死去。栄一は「何と美しい生き方だ」と呟き、その死を悼んだ。
渋沢ゑい（しぶさわ えい）
演：和久井映見
栄一の母。父の市郎右衛門とは対照的に慈悲深く穏やかな人物。
幼い栄一に「自分だけではなく皆が嬉しいのが一番」と教え諭し、栄一の人生に大きな影響を与える。
栄一が明治新政府を離れ、民の仕事へと転身した頃に体調を崩し、以後は栄一のもとで暮らす。やがて体調が悪化して危篤となり、死の間際、栄一と千代に深い感謝の言葉を伝えて息を引き取る。
吉岡なか（よしおか なか）
（渋沢なか → 吉岡なか）
演：村川絵梨（少女：小田菜乃葉）
栄一の姉。
気が強く、男勝りな性格。一度縁談が取り消されたことで精神的に不安定になり狐憑き扱いされるが、祈祷にやって来た修験者を栄一が追い払ったことで気を取り直す。その後、吉岡家に嫁ぐ。
病気の母の療養を頼むため栄一の邸宅を訪れた際には、栄一が妾を囲っている件を厳しく批判し、もっと千代の身を案じるよう叱責した。
渋沢てい（しぶさわ てい）
演：藤野涼子（少女：吉田帆乃華）
栄一の妹。
従兄で栄一の養子となる平九郎と想いを寄せ合っていたが、結ばれることなく死別する。平九郎の訃報に接した際は泣きながら栄一を責めた。
市郎右衛門の死後に市郎を婿に迎え、栄一に代わって中の家を守る。また、学生時代の篤二が放蕩を重ねた末に退学・謹慎となった際は、彼を血洗島に連れて帰り、彼の胸の内を聞く。
渋沢市郎（しぶさわ いちろう）
（須永才三郎 → 渋沢市郎)
演：石川竜太郎
ていの夫。元の名は須永才三郎（すなが さいさぶろう）。
市郎右衛門の死後、中の家に婿入りして市郎を名乗る。

#### 渋沢・新屋敷
渋沢喜作（しぶさわ きさく）
（渋沢喜作 → 渋沢成一郎 → 渋沢喜作）
演：高良健吾（幼少：石澤柊斗）
栄一の従兄。
知性派の栄一とは対照的に直情的な性格。幼少期から共に学問や武芸に励み、時には進む道を違えるが、生涯を通して栄一の親友であり続ける。
千代を巡って栄一の恋敵となるが、思い合うふたりを前にして身を引き、自らはよしと結婚する。栄一と同じく攘夷思想に傾くが、共だって江戸に出て一橋家に仕えることになり成一郎（せいいちろう）と名乗る。やがて攘夷の無謀さや慶喜の英邁さを知り、武士として慶喜に尽くすことを決意。商いの知識を武器に出世していく栄一に対し、主に兵の統率を任され、慶喜の将軍就任から上野寛永寺での謹慎まで従う。後に彰義隊を旗揚げし、飯能戦争、箱館戦争と転戦。新政府軍に決死の抵抗を続けるが、土方から生きるよう諭され、降伏し投獄される。
明治5年(1872年)に釈放されると新政府で働く栄一に怒りをぶつけるが、「生きていてよかった」という栄一の言葉が胸に響き和解する。その後、名前を喜作に戻し、栄一の薦めで大蔵省に入省。製糸技術を学ぶためイタリアへ留学の後、栄一に続いて大蔵省を退省し、生糸商人に転じる。栄一の手がける事業にも参加し、これを支える。静岡に住む慶喜のもとへ行こうと栄一に勧められた時は、慶喜に合わせる顔がないと断ったが、自身の隠居後、慶喜が東京に戻って来た際に30年ぶりの再会を果たした。
米相場など商売で失敗したのを機に栄一の勧めにより引退し、白金台で余生を送る。晩年に昔語りする中で、自身は栄一と違って商才は無く、生涯で最も輝いていたのは一橋家で励んでいた時で、獄を出てからは後ろ指を差されるばかりの人生だったと語る。そのような立場から、栄一に廃嫡された篤二の苦悩を察し、また篤二に代わって渋沢家の後継ぎとなることに戸惑う敬三に寄り添い、「栄一は偉大かもしれないが、近くにいる者にとっては引け目ばかり感じさせる腹立たしい男だ」と本心を吐露しつつ激励した。栄一と共に故郷の血洗島を訪れた後、大正元年(1912年)に74歳で生涯を終える。
渋沢よし（しぶさわ よし）
（よし → 渋沢よし）
演：成海璃子
喜作の妻。国領村の福田直三郎の姉。
情熱的な喜作に一目ぼれし、自ら積極的に喜作にアプローチして結婚するなど、行動的な性格。喜作が京へ旅立ってからは、夫の不在をともに守る千代のよき相談相手となる。
維新後は千代とともに鹿鳴館において西洋流のマナーを学んだ。来日したグラント将軍が栄一邸を訪れた際は喜作と共に郷土料理の煮ぼうとうを振る舞った。
渋沢作太郎（しぶさわ さくたろう）
喜作とよしの長男。

#### 渋沢・東の家
渋沢宗助（しぶさわ そうすけ）
演：平泉成
栄一の伯父。渋沢・東の家（ひがしんち）の当主。
血洗島村の名主として、弟の市郎右衛門とともに村のまとめ役を務める。
渋沢まさ（しぶさわ まさ）
演：朝加真由美
栄一の伯母。宗助の妻。
口さがない性格で、何かと理由をつけてはよく中の家に口を出す。

#### 尾高家
尾高惇忠（おだか じゅんちゅう）
（尾高新五郎 → 尾高惇忠）
演：田辺誠一
栄一の従兄、千代の長兄。初名は新五郎（しんごろう）。栄一からは「兄ぃ」と呼ばれ、生涯に亘って慕われる。
若くして水戸学に傾倒し、剣術道場や塾を開いて栄一たちに影響を与える他、各地からの尊攘の志士たちと交流を深める。栄一らとともに横浜焼き討ち計画を企てるも未発に終わり、水戸天狗党が接触してきた際にはこれを拒絶するも、岡部藩により一時拘留される。
平九郎と共に彰義隊に参加し、飯能戦争ののち成一郎と別れて帰郷する。
明治維新後は改正掛で製糸の近代化に取り組んでいた栄一から養蚕の知識を買われ、新政府に誘われる。当初は平九郎の仇である新政府に協力はできないと拒否するものの、栄一に諭され大蔵省に出仕。富岡製糸場の立ち上げに携わり、初代場長に就任。場長職の退任後は、第一国立銀行の盛岡支店及び仙台支店の支配人職を歴任した。
慶喜が30年ぶりに東京に戻った後、栄一に連れられて巣鴨の慶喜邸を訪れ、慶喜と初めての対面を果たす。慶喜に「長く生きて国に尽くされ、言葉もない。私は労う立場にはないが、尊い事と感服している」と告げられ、「なんともったいないお言葉…」と胸を震わせる。
晩年は東京で余生を送り、明治34年（1901年）1月に生涯を終える。
尾高長七郎（おだか ちょうしちろう）
演：満島真之介（少年：須東煌世）
惇忠の長弟、千代の次兄。
優れた体躯を持ち、「北武蔵の天狗（きたむさしのてんぐ）」と評されるほど剣術に秀でる。一家の長である兄に代わって江戸へ遊学し、千葉道場で剣術を学ぶ傍ら大橋訥庵の塾で攘夷派の志士と交わる。年の近い栄一や喜作にとっては常に先を行く憧れの存在であった。
老中・安藤信正暗殺を企てていたが栄一に制止され、京に逃れる。仲間を失ったことや京で各地の実情を知ったことから、攘夷運動の無謀さを実感。故郷へ戻ると栄一たちの横浜焼き討ち計画に必死の思いで反対する。しかし心に傷を負ったため次第に幻覚を見るようになり、誤って人を殺め牢獄に入れられる。
明治維新後に出獄して尾高家に戻るも健康を害しており、栄一の帰国は間に合わず再会することなく死去する。幕府崩壊に悲嘆する栄一の夢枕に現れ、「生き残った者にはなすべき定めがある」と以前彼に言われた言葉を返した上で、「この先こそが、おぬしの励みどきだろう」と前を向くよう激励した。
渋沢平九郎（しぶさわ へいくろう）
（尾高平九郎 → 渋沢平九郎）
演：岡田健史（少年：高木波瑠）
惇忠の次弟、千代の弟。初名は尾高平九郎（おだか へいくろう）。
幼い頃から偉大な兄たちに憧れて育つ。篤太夫が渡仏する際、万一の事故に備えた後継ぎが必要となったため、見立て養子に迎えられる。農家の仕事に物足りなさを感じており、それまで兄たちの陰に隠れていた最年少の自分が士分に取り立てられたことに喜びを感じる。
戊辰戦争が勃発すると彰義隊に参加。飯能戦争で敗走中に本隊とはぐれ、官軍に包囲される中、武士としての誇りを貫き壮絶な戦死を遂げる。篤太夫はパリから帰国して初めてその事実を知らされることとなり、衝撃のあまり絶句する。
篤太夫の妹・ていとは想い合っており、村を出る前には夫婦になる約束を交わすが、結ばれることはなかった。
尾高やへ（おだか やへ）
演：手塚理美
惇忠らの母。東の家の出で栄一の伯母。
国事に奔走し家を留守にしがちな惇忠たちに代わって家を守る気丈な母。惇忠から富岡製糸場の工女になるよう頼まれとまどう孫娘のゆうを励ましその背中を押すなど、尾高家の精神的支柱とも言える存在。
尾高きせ（おだか きせ）
演：手塚真生
惇忠の妻。
尾高ゆう（おだか ゆう）
演：畑芽育（少女：和田葵）
惇忠の娘。
工女が集まらず困っていた惇忠の頼みを受けて、富岡製糸場の最初の工女となる。

### 徳川慶喜と周囲の人々

#### 慶喜と家族（一橋家）
徳川慶喜（とくがわ よしのぶ）
（七郎麻呂 → 徳川慶喜）
演：草彅剛（七郎麻呂：笠松基生）
一橋家当主。のち江戸幕府第15代将軍。水戸藩主・徳川斉昭の七男。幼名は七郎麻呂（しちろうまろ）。官職は刑部卿（ぎょうぶきょう）。のち一橋宰相、一橋中納言と称される。
文武両道に秀でており、多芸多趣味で記憶力も抜群である。多くの人々の輿望を集め自覚もしているが、一方で大きすぎる期待から来る重圧に苦しんでもいる。自ら「私は輝きが過ぎるのだ。そんな輝きは本来まったくない。」と語るなど、自己評価は高くない。
父・斉昭から厳しく養育され、御三卿・一橋家の当主となり徳川慶喜と名乗る。12代将軍・徳川家慶から実子のように可愛がられ、諸大名から次期将軍として期待されるが断っている。そんな中、小姓となった平岡円四郎には心を開いていく。
日米修好通商条約の調印を巡り、大老・井伊直弼によって謹慎を命じられるが、桜田門外の変後に謹慎を解かれ将軍後見職に任じられる。その後、参与会議により薩摩藩の島津久光らとともに朝議参与に任じられる。会議解散後、禁裏御守衛総督に就任し、公武合体と開国を推進する。
円四郎の画策で栄一や喜作を家臣とし、禁門の変や天狗党の乱、長州征討など世情が不安定な中、「一橋の懐」を豊かにするとして財政政策を推進する篤太夫（栄一）に惹かれていく。
長州征討の最中に14代将軍・徳川家茂が病死すると、篤太夫の反対を押し切って徳川宗家を継ぎ15代将軍に就任する。その後も篤太夫への信頼は変わらず、弟・昭武の渡仏への随行と借款交渉の任務を任せる。
将軍として次々と幕政改革を打ち出し、手腕を発揮していく。倒幕の動きを強める薩摩藩と公家の先手を打って政権を帝に返上する（大政奉還）が、薩摩藩の挑発により勃発した鳥羽伏見の戦いで旧幕府軍が敗北し、錦の御旗が立てられると単身江戸へ退却する。天璋院に叱責され小栗忠順らから抗戦を主張されるも、新政府への恭順を示して上野の寛永寺で謹慎する。
その後は水戸藩や駿府藩でも謹慎生活を送る。謹慎が解かれた後も政に復帰することはなく駿府藩（のち静岡藩、静岡県）にとどまり、静かに余生を過ごす。帰国した篤太夫と対面し、駿府で働くよう計らい、また新政府から出仕を求められた篤太夫に「自分のことは忘れて日本のために尽くせ」と諭す。篤太夫から名を「栄一」に戻すことを告げられると、「渋沢栄一、大儀であった。息災を祈る」と告げて送り出す。
徳川の世を再評価する気運が高まると、栄一の訪問を受け「伝記を作らせて欲しい」と頼まれるが、「話すことは何もない」と断る。しかし、30年ぶりに東京へ戻り、栄一が肺炎で危篤状態になったことを知ると、すぐさま栄一のもとへ駆けつけ「生きてくれたらなんでも話す」と、伝記作成に協力することを約束する。栄一の体調が回復した後、伝記編纂のため、歴史学者や多くを知る人たちが集まった中で幕末を振り返り、幕臣たちの「薩摩を討つべし」の声を抑えきれず、それが戊辰戦争に繋がったと後悔の念を語った。維新の後、隠遁生活を送ったのは自分が戦の火種になるのを避けるためであり、「人には生まれついての役割がある。隠遁は、私の最後の役割だったのかもしれない」とも語る。この言葉は、栄一が実業家を引退するきっかけともなった。
自身の伝記『徳川慶喜公伝』の完成が近付いた頃、栄一に修正の原稿を渡す際に、共にいてくれたことに対する感謝の言葉を伝え、大正2年（1913年）に77歳で生涯を終える。徳川歴代将軍では最高齢であった。
徳信院（とくしんいん）
演：美村里江
一橋家先々代当主・徳川慶壽の正室。慶喜の養祖母。ただ慶喜との年齢差は7歳しかなく、実質は姉と弟のような関係である。
慶喜に慕われており、美賀君から恋仲を疑われる。国事に奔走する慶喜に代わって一橋家の女家長として留守を守った。
徳川美賀子（とくがわ みかこ）
（美賀君 → 徳川美賀子）
演：川栄李奈
慶喜の正室。今出川家の姫。幕府時代の通称は美賀君（みかぎみ）。
一橋家へ輿入れの時は慶喜との関係が薄く、徳信院に嫉妬し自殺未遂を起こす。将軍就任や大政奉還、謹慎など紆余曲折を経る慶喜に、次第に理解を示すようになる。
京で活動する慶喜とは長らく別居生活が続いたが、維新後、慶喜の謹慎が解かれると静岡に移り、ともに暮らすようになる。自身は子に恵まれなかったが、慶喜の側室の子も我が子のように育てる。明治27年（1894年）に乳がんを患い、治療のため東京に移るが、尽力の甲斐無く死去する。
徳川鏡子（とくがわ きょうこ）
演：齋藤さくら（幼少：泉谷星奈）
慶喜の長女。
徳川厚（とくがわ あつし）
演：海津陽
慶喜の三男。
徳川久（とくがわ ひさし）
演：木下琉維
慶喜の七男。

#### 平岡家
平岡円四郎（ひらおか えんしろう）
演：堤真一
慶喜の側近。
べらんめえ口調の江戸っ子で、「おかしれえ」が口癖。一を聞けば十を知り、先の世を見通せる才覚を持つ。
定職につかずにぶらぶらして暮らしていたが、慶喜の小姓に抜擢され、その純朴な性格が慶喜に気に入られる。攘夷に傾倒していた栄一と喜作を見込み、幕府に素性を知られ進退窮まる2人を慶喜に目通りさせ、一橋家の家臣に取り立てる。
栄一の武士らしくない金勘定の才能を評価しており、「この先日本は武張った石頭だけでは成り立たない」「お前はお前のまま生き抜け、必ずだ」と助言し、彼の人生に大きな影響を与えた。
慶喜の上洛に伴い近江守（おうみのかみ）に任官され、慶喜の作る新しい世を望み尽未来際仕えると誓う。しかしその矢先、慶喜をそそのかしたと見なした水戸藩士に襲撃されて致命傷を負う。死の間際、「俺はまだ死にたくない…」という無念の思いと、妻・やすの名を呟きながら息絶える。
平岡やす（ひらおか やす）
演：木村佳乃
円四郎の妻。元は芸者だったが円四郎に見初められる。
竹を割ったような性格であり、円四郎からは「おかしれえ女」と称される。
円四郎が暗殺されたという知らせを受けた際は、その事実を受け止められず取り乱す。
円四郎亡き後、明治維新後は置き屋で三味線を芸者に教えながら暮らしていたが、弥太郎との会談を終えて去ろうとする栄一と偶然再会。その後、自分のもとで芸者として身を立てるために三味線を習いにやって来た兼子に、栄一との結婚を薦める。
栄一が兼子と再婚した後、東京養育院で開催されたバザーに川村恵十郎と共に訪れ、今の慶喜を見たら円四郎はどう思うのかという本音を栄一に話す。栄一が「もし、御前様や平岡様なら、どんなおかしれえ日本を作ろうとしたでしょう」と返すと、円四郎を忘れずにいてくれた栄一に感謝する。
よね
演：高野渚
平岡家の女中。

#### 一橋家家臣
川村恵十郎（かわむら えじゅうろう）
演：波岡一喜
一橋家家臣。寡黙で折り目正しく、忠誠心に厚い。剣術に長けている。
酒場で藤田小四郎を喝破する栄一を見かけて、円四郎に紹介する。攘夷志士に命を狙われる円四郎の護衛に付くが、雨傘を所望されて目を離したわずかな隙を突かれて襲撃され、円四郎は暗殺されてしまう。自らも顔に刀傷を負いつつ、襲撃者たちを撃退する。
維新後は慶喜の静岡行きに従い、栄一と再会する。栄一が商法会所の設立を提案すると武士と商人が一緒に働くことに納得できずにいたが、「これからは武士も商人も互いに良いところを認め合い、力を合わせて共に働くのだ」と力説を受け、率先して刀を手放し商人に教えを乞う。胸中では徳川の時代が終わる中で、武士として忠義を果たせず死に損ねたことへの後悔の念を抱えており、それでも徳川のために何か出来ないか模索して駿府へ辿り着いたことを栄一に明かした。
以後は政府で奉職していたが、明治22年（1889年）、やすと共に東京養育院のバザーを訪れ、栄一に今の職を辞して日光東照宮で徳川家に奉仕したいと語っている。
猪飼正為（いかい まさため）
（猪飼勝三郎 → 猪飼正為）
演：遠山俊也
一橋家家臣。維新前の名は勝三郎（かつさぶろう）。
小姓時代に何度か失態を犯したが、その度に許されており、慶喜の度量の広さに感服している。仕官した栄一と喜作に金を貸すなど世話を焼き、2人が岡部藩に嫌疑をかけられた際は「かけがえのない家中の者」であるとかばい、身柄の引き渡しを拒否する。慶喜が徳川宗家を相続すると、慶喜から離れ江戸の一橋家に戻る。
維新後は美賀君の静岡行きに伴い、再び慶喜に仕える。後に、栄一が発案した慶喜の伝記編纂にも協力する。
原市之進（はら いちのしん）
演：尾上寛之
元水戸藩士。
水戸藩士ながら慶喜に仕え、円四郎から刺客ではないかと疑われるも、必死に弁解して認められる。円四郎の死後、慶喜の側近となる。慶喜の将軍就任後も側で支え続けるが、兵庫開港に不満を抱いた同僚の鈴木、依田に暗殺される。
黒川嘉兵衛（くろかわ かへえ）
演：みのすけ
一橋家用人。
黒船来航に際してペリーと交渉した経験がある。円四郎の死後は栄一の上司となる。
中根長十郎（なかね ちょうじゅうろう）
演：長谷川公彦
一橋家側用人。
須磨（すま）
演：安部智凛
美賀君付きの女中。
伊之吉（いのきち）
演：松原正隆
京都一橋邸の奥口番。
稲垣練造（いながき れんぞう）
演：おかやまはじめ
備中一橋領代官。
崎玉清兵衛（さきたま せいべえ）
演：国木田かっぱ
一橋領大坂代官。

### 江戸幕府

#### 徳川将軍家
徳川家慶（とくがわ いえよし）
演：吉幾三
江戸幕府第12代将軍。
実子の家定を将軍とすることに不安を覚え、英邁な慶喜を可愛がり彼に期待を寄せる。やがてペリー艦隊が来航した頃に体調を崩し、慶喜に徳川を託して世を去る。
徳川家定（とくがわ いえさだ）
（徳川家祥 → 徳川家定）
演：渡辺大知
江戸幕府第13代将軍。家慶の子。初名は家祥（いえさち）。
病弱で、料理をすることが趣味。正室の篤君とは、その密命を知りつつも自身には篤く接してくれることなどから仲は良い。将軍として凡愚であることに自覚があり、自身を軽んじて慶喜に期待する幕閣や徳川・松平一門、そして慶喜に対して鬱屈した思いを抱き、期せずして名門譜代の家門を継いだ直弼を実績のないまま優遇する。最期には直弼に、慶喜と慶喜を推している者たちへの処断を託して若くして没する。
天璋院（てんしょういん）
（篤君 → 天璋院）
演：上白石萌音
家定の正室。島津斉彬の養女。名は篤君（あつぎみ）。
家定に輿入れした際は慶喜を将軍後継に認めさせるという密命を負っていたが、やがて家定が世を去ると、家定の愛情に恩を感じ始め、徳川の人間として家茂や和宮を見守るようになる。
大政奉還後、慶喜が単身江戸に退却した事に失望し、慶喜に潔く切腹するよう厳しく言い放つ。その裏で西郷隆盛宛てに徳川家存続の嘆願書を送っており、亡き斉彬の名前を出したことで西郷の気持ちを変えた。
徳川家茂（とくがわ いえもち）
（徳川慶福 → 徳川家茂）
演：磯村勇斗
江戸幕府第14代将軍。将軍就任前は紀州藩主。初名は慶福（よしとみ）。
家定の次代将軍の座を慶喜を争う立場にあったが、家定が慶喜周辺を疎んじたことと、慶喜自身が良しとしたこともあって将軍候補最有力となり、そのまま将軍職に就く。降嫁してきた和宮との夫婦仲は良い。
長州征伐に総大将として出陣するが、大坂城で病に倒れ、慶喜に後を託し急死する。
静寛院宮（せいかんいんのみや）
（和宮 → 静寛院宮）
演：深川麻衣
家茂の正室。孝明天皇の妹宮。俗名は和宮（かずのみや）。
公武合体を目指す安藤信正によって家茂の正室となることとなり、東国の武家に赴く不安感から拒絶するも甲斐なく降嫁する。江戸で家茂と対面すると、彼の誠実な人柄に惹かれるようになる。
家茂が長州征伐中に急逝すると悲嘆に暮れ、「次は慶喜が苦しめば良い」と恨み言を呟く。大政奉還後、慶喜との拝謁を拒絶する一方で朝廷に徳川家存続を願い出る。嘆願書にて徳川家と添い遂げる壮絶な覚悟を訴え、岩倉具視の心を動かした。
徳川家達（とくがわ いえさと）
演：三谷昌登
徳川宗家第16代。貴族院議長。幼名は田安亀之助（たやす かめのすけ）。

#### 幕閣
阿部正弘（あべ まさひろ）
演：大谷亮平
家慶・家定期の老中首座。官職は伊勢守（いせのかみ）。
ペリー来航後の国難に立ち向かうため、斉昭を海防参与に登用するなど手腕を発揮する。強硬な攘夷論を唱える斉昭には、困惑することもある。開明的な考えの持ち主で、慶喜に新しい世が始まろうとしていると語る。その数日後、心労が祟って城内で倒れ、帰らぬ人となる。
久世広周（くぜ ひろちか）
演：佐瀬弘幸
家慶・家定期の老中。
内藤信親（ないとう のぶちか）
演：唐沢龍之介
家慶・家定・家茂期の老中。
井伊直弼（いい なおすけ）
演：岸谷五朗
家定・家茂期の大老。彦根藩主。官職は掃部頭（かもんのかみ）。
茶道や歌道、狂言ばかり長けていることから「茶歌ぽん（ちゃかぽん）」と渾名されている。それゆえ自分が周囲からどう見られているか気にしており、悪夢を見ることもあった。
幕閣や徳川・松平一門の重鎮を厭う家定に抜擢され、幕臣の反発もありながら大老となる。岩瀬忠震らによる悪口を聞いたことから疑心暗鬼となり、締結した日米修好通商条約が違勅にあたるとして狼狽したものの、登城した慶喜や斉昭にはこれを是とした対応を通す。家定への忠義心が篤く、家定の最期の言葉から一橋派の大名や老中を解職や謹慎蟄居に追いやる。新将軍・家茂に対しては自ら汚れ役となり攘夷派の弾圧（安政の大獄）を強行したため、江戸城桜田門から出たところを攘夷派浪士に暗殺される（桜田門外の変）。
堀田正睦（ほった まさよし）
演：佐戸井けん太
家定期の老中首座。佐倉藩主。官職は備中守（びっちゅうのかみ）。
阿部亡きあとの幕府の中枢を担い、開国派としてハリスとの交渉を進める。だが、直弼が大老に就任し、日米修好通商条約が調印されると罷免される。
松平忠固（まつだいら ただかた）
演：加藤忠可
家定期の老中。
直弼の大老就任後、日米修好通商条約が調印されると堀田とともに罷免される。
脇坂安宅（わきさか やすおり）
演：仗桐安
家定・家茂期の老中。
安藤信正（あんどう のぶまさ）
演：岩瀬亮
家定・家茂期の若年寄、のち老中。官職は対馬守（つしまのかみ）。
直弼のもとで若年寄となり、直弼の死後は老中となる。公武合体を進めるべく和宮の降嫁を実現させるが、これに怒った大橋訥庵の門下生らに坂下門外で襲撃され負傷する（坂下門外の変）。後に老中を罷免される。
水野忠精（みずの ただきよ）
演：松村武
家茂期の老中。
参与らと横浜開港を進める慶喜に対し、酒井とともに鎖港を要求する。
酒井忠績（さかい ただしげ）
演：小山力也
家茂期の老中。大老。
参与らと横浜開港を進める慶喜に対し、水野とともに鎖港を要求する。
阿部正外（あべ まさと）
演：眼鏡太郎
家茂期の老中。
小栗の製鉄所建設案に難色を示す。朝廷の意向を無視して兵庫開港を進めたことが朝廷の怒りに触れ、辞職を命じられる。
田沼意尊（たぬま おきたか）
演：田中美央
若年寄。天狗党征討総督。
越前敦賀まで逃れ自首した武田耕雲斎ら天狗党の身柄を預かる。天狗党の身を案じる慶喜に対し公平な処置をすると約束するが、内心では憎々しく思っており、慶喜の願いを無視して天狗党の面々を処刑する。
松前崇広（まつまえ たかひろ）
演：北斗
家茂期の老中。
朝廷の意向を無視して兵庫開港を進めたことから朝廷の怒りに触れ、辞職を命じられる。
板倉勝静（いたくら かつきよ）
演：永井秀樹
家茂・慶喜期の老中。
家茂、慶喜を補佐する。江戸開城後、成一郎や土方、永井らとともに蝦夷地へ渡って新政府と戦い続ける。
松平乗謨（まつだいら のりかた）
演：西海健二郎
家茂期の老中。
小笠原長行（おがさわら ながみち）
演：鈴木隆仁
慶喜期の老中。官職は壱岐守（いきのかみ）。
立花種恭（たちばな たねゆき）
演：蔵原健
慶喜期の若年寄。官職は出雲守（いずものかみ）。

#### 幕臣・女中
川路聖謨（かわじ としあきら）
演：平田満
江戸幕府勘定奉行。のち外国奉行。官職は左衛門尉（さえもんのじょう）。
師と慕う人の息子である円四郎に目を掛け、慶喜の側近として彼を推薦する。円四郎とは仲が良く、よく平岡家へ足を運んでいる。開国派で、来航したロシアのプチャーチンと交渉する。交渉の最中に地震による津波が起こった際にはロシア人乗組員の救助に当たった。直弼が大老に就任すると、一橋派であったことから西丸留守居に左遷され、円四郎に別れを告げる。のちに外国奉行に任じられ、幕政に復帰する。
慶応元年には病床に伏しており、慶喜の奔走で修好通商条約に勅許が与えられ、自身の苦労が報われたことに喜びを見せる。その際、見舞いに来たやすに「新しい徳川を見届けるまで死ねない」と語る。王政復古後、江戸城に官軍が入る日に「徳川、万歳」と言い残しピストルで自殺した。
佐登（さと）
演：坪井木の実
聖謨の妻。
やすとも付き合いがある。
歌橋（うたはし）
演：峯村リエ
家定の乳母。江戸城大奥上臈御年寄。
家定から全幅の信頼を寄せられている。将軍継嗣問題では慶喜を嫌い、幼い慶福を推す。
永井尚志（ながい なおゆき）
演：中村靖日
海防掛・外国奉行、大目付。官職は玄蕃頭（げんばのかみ）。
直弼の大老就任に、岩瀬忠震とともに抗議している。開国派だが、一橋派であったため、直弼によって左遷される。のちに復帰し、大目付として幕政に参与し、慶喜を補佐する。
江戸開城後も、成一郎や土方、板倉勝静らとともに蝦夷地へ渡って新政府と戦い続ける。明治22年（1889年）の東京開市三百年祭に参加した際は杖をつくほどの老齢になっていたが、旧幕臣たちとの再会に感極まり「徳川万歳！」と叫んだ。
森山栄之助（もりやま えいのすけ）
演：安部康二郎
オランダ語通詞。
岩瀬忠震（いわせ ただなり）
演：川口覚
海防掛・外国奉行、目付。官職は肥後守（ひごのかみ）。
直弼の大老就任に対し、「政に関しては子ども同然の男」であるとして永井尚志とともに抗議している。開国派としてハリスとの交渉を担当し、違勅であったが、日米修好通商条約を締結する。一橋派であったため、直弼によって左遷される。
井上清直（いのうえ きよなお）
演：菊池敏弘
下田奉行。
岩瀬とともに日米修好通商条約を調印する。
河野通訓（こうの みちのり）
演：松林慎司
幕臣。
安政の大獄に際し、慶喜に隠居慎の処分を伝達する。
土方歳三（ひじかた としぞう）
演：町田啓太
新選組副長。
上京した栄一・喜作と橋の上で出会う。その後、京に潜伏していた尊攘志士を、池田屋事件で襲撃する。後に仕官した篤太夫が大沢源次郎の捕縛の任を受けた際は護衛に付き、同じ武州の百姓出身として意気投合する。意図せず幕臣になったことで失意に陥る篤太夫に対し、武士として生きる自分の人生に後悔はないと語り、彼を奮い立たせる。
戊辰戦争では新政府軍に抵抗を続け、成一郎ら旧幕府軍と箱館に渡る。成一郎のことは「もう一人の渋沢」と呼び、最前線で互いに助け合う。戦況が劣勢になると潔く死ぬ覚悟を決め、成一郎に「お主は生きろ」の言葉を残し戦死する。
小栗忠順（おぐり ただまさ）
演：武田真治
勘定奉行。官職は上野介（こうずけのすけ）。
旗本の家に生まれ、幕府使節として渡米。造船所で優れた西洋技術を目の当たりにし、近代産業の象徴として持ち帰った螺子を常に手元に置いている。
英邁な人物で、フランスの援助を得て造船所や製鉄所、貿易会社の設立を進める。逼迫する幕府財政を再建するため、フランスからの資金融資を画策。パリ万博に向かう篤太夫に600万ドルの借款成立を託す。その際、「一年先に幕府はどうなっているか分からないが、いつか幕府のしたことが日本の役に立ち、徳川のおかげで助かったと言われれば名誉なことだ」と語る。借款が不成立となった後も、万博使節団の滞在費を送金し続ける。
大政奉還が成ると、薩長への徹底抗戦を主張。罷免され所領である上野へ退くが、官軍総督府を名乗る者によって捕らえられ斬首される。斬首の直前、口に含んだ螺子を見せつけるようにして息絶えた。
栗本鋤雲（くりもと じょうん）
演：池内万作
目付、外国奉行。官職は安芸守（あきのかみ）。
小栗と共にパリ万博使節団を日本から支えていたが、フランスで幕府に関する悪評が出回り借款が危ぶまれたことから、信用を取り戻すべく渡仏する。維新後は横浜毎日新聞の記者となり、栄一らによる横浜の蚕卵紙の焼き討ちの際にはこれを新聞に掲載する。
柴田剛中（しばた たけなか）
演：江端英久
外国奉行。
溝口勝如（みぞぐち かつゆき）
演：鼓太郎
陸軍奉行。
篤太夫に、謀反の疑いのある大沢源次郎の逮捕を命じる。
森新十郎（もり しんじゅうろう）
演：森一生
幕臣。陸軍奉行支配組頭。
大沢源次郎（おおさわ げんじろう）
演：成田瑛基
幕臣、書院番士。陸軍奉行支配。元京都見廻組。
幕府に対する謀反の嫌疑をかけられ、陸軍奉行の命を受けた篤太夫と新選組に捕縛される。
福地源一郎
#東京商法会議所の関係者の項を参照。
福沢諭吉（ふくざわ ゆきち）
演：中村萬太郎
幕臣。外国奉行支配。
滝川具挙（たきがわ ともたか）
演：岩田知幸
大目付。官職は播磨守（はりまのかみ）。
天野八郎（あまの はちろう） / 伴門五郎（ばん もんごろう）
演：佐伯大地（天野） / 椋田涼（伴）
幕臣。彰義隊発起人。
市村鉄之助（いちむら てつのすけ）
演：吉成翔太郎
土方歳三の小姓。
死を覚悟した土方から遺品を日野の家族に届けるよう命じられる。

#### パリ万博使節団・留学生
徳川昭武（とくがわ あきたけ）
（余八麻呂 → 松平昭徳 → 徳川昭武）
演：板垣李光人（少年：有山実俊）
慶喜の異母弟。将軍に就いた慶喜の命により清水徳川家当主となる。清水家を継ぐ以前の水戸藩時代は幼名を余八麻呂（よはちまろ）、のち松平昭徳（まつだいら あきのり）を名乗る。官職は民部大輔（みんぶたいふ）で、通称民部公子（みんぶこうし）。
将軍の親族、名代として若年ながらパリ万博使節団の代表に任命されて渡欧し、万博後もパリに留まって留学生活を送るが、新政府の帰国命令と水戸藩主継承の決定を受けて志半ばで帰国する。栄一の働きを認めて頼りとし、帰国後も水戸で自身に仕えることを望むが、旧来の藩士による暗殺を危惧する慶喜の配慮により、栄一は静岡藩で働くことになる。栄一が来られないことを知ると、「やはり、兄と渋沢との仲はスペシアルなのだな」と残念そうに語った。
明治22年（1889年）には東京開市三百年祭に参加し、旧幕臣と再会する。栄一からはかつてのように「民部公子」と呼ばれるが、「もう公子ではない。齢も37だ。」と照れ笑いした。
田辺太一（たなべ たいち）
演：山中聡
幕臣。外国奉行支配組頭。通称は田兄（でんけい）。
薩摩藩が独自に万博に出展していることに怒り、抗議する。交渉の結果、幕府の品に「大君グーヴェルヌマン」、薩摩藩の品に「薩摩太守グーヴェルヌマン」と表記することで妥協するが、「グーヴェルヌマン」がフランス語で政府を意味していたため、将軍が薩摩藩主と同格の一大名に過ぎないという風聞がフランスで広まってしまう。
帰国後は静岡藩に出仕。
向山一履（むこうやま かずふみ）
演：岡森諦
外国奉行。官職は隼人正（はやとのしょう）。
使節団の全権大使。正式な通訳のカションよりもイギリス人のシーボルトを重用し、日仏関係に亀裂が入るきっかけとなる。後任の栗本鋤雲と入れ違いで帰国する。
維新後は静岡藩に出仕。
杉浦愛蔵
#改正掛「杉浦譲」の項を参照。
山髙信離（やまたか のぶあきら）
演：山本浩司
幕臣。徳川昭武の傅役。
高松凌雲（たかまつ りょううん）
演：細田善彦
奥医師。昭武お付きの医師としてパリへ随行。
パリでは廃兵院で兵士が平等に無料で治療を受けていることに衝撃を受ける。帰国後の箱館戦争では敵味方問わず治療を行う。
山内文次郎（やまうち ぶんじろう）
演：渋谷謙人
フランス語通詞。
山内六三郎（やまうち ろくさぶろう）
演：松永拓野
洋学者。
保科俊太郎（ほしな しゅんたろう）
演：後藤田しゅんすけ
フランス語通詞。
林董三郎（はやし とうさぶろう）
演：徳井汰朗
英国留学生。名は董（ただす）。
川路太郎（かわじ たろう）
演：田辺歩
英国留学生。川路聖謨の孫。

#### 駿府藩（静岡藩）・商法会所
大久保一翁（おおくぼ いちおう）
演：木場勝己
駿府藩中老。
元幕臣。維新後に駿府に移り、帰国した篤太夫と慶喜の間を取り次ぐ。篤太夫に財政改革の実行を許可する。
平岡準（ひらおか じゅん）
（歩兵頭 → 平岡準）
演：大竹直（維新前：重岡漠）
幕府陸軍歩兵頭。のち駿府藩勘定頭。維新前の名は準蔵。
商法会所など、藩政改革に取り組む篤太夫に協力する。
前島来輔
#改正掛「前島密」の項を参照。
萩原四郎兵衛（はぎわら しろべえ）
演：田中要次
駿府の茶問屋。栄一による商法会所設立の意義に理解を示し、快く協力する。

### 水戸藩

#### 水戸徳川家
徳川斉昭（とくがわ なりあき）
演：竹中直人
第9代水戸藩主。慶喜の父。家督を譲った後は「水戸の御老公」、没後は烈公（れっこう）と称される。激しい気性の持ち主で、「快なり！」が口癖。
水戸学に基づいた尊王攘夷を唱え、諸国の志士たちから絶大な人気を誇る。息子の慶喜に期待しており、御三卿の一橋家に養子入りさせる。
大規模な軍事訓練を行ったことで幕府から隠居・謹慎を命じられるも、ペリーが来航すると海防参与として幕政に復帰する。老中首座・阿部正弘に対し強硬な攘夷論を唱え、安政東海地震の際も被災したロシア人を皆殺しにするよう主張するが、その度諫めていた側近・藤田東湖を安政江戸地震で失うと啼泣する。
阿部の死後は幕政から遠ざけられ、朝廷に攘夷を勧める手紙を送るなどして日米修好通商条約の調印に反対する。勅許を得ぬまま幕府が条約を調印すると、息子・徳川慶篤や尾張藩主・徳川慶恕とともに登城し、大老・井伊直弼を面詰するも退けられてしまい謹慎を命じられる。その後、安政の大獄において水戸での永蟄居を命じられる。井伊の死後永蟄居を解かれるがほどなく急逝する。
貞芳院（ていほういん）
（吉子 → 貞芳院）
演：原日出子
斉昭の正室。慶喜や慶篤の母。実名は吉子（よしこ）。京の皇族の有栖川宮家の出で、幼称は登美宮（とみのみや）。斉昭没後は落飾して貞芳院と名乗る。尊王家である夫の斉昭に大事にされており、正月には彼女を上座に座らせて斉昭ら水戸家一門や重臣が盃を賜る儀式が行われていた。
徳川慶篤（とくがわ よしあつ）
演：中島歩
慶喜の同母兄。第10代水戸藩主。
日米修好通商条約調印後、井伊の面詰のため父とともに不時登城する。
若くして死去し、遺児の篤敬が若年だったため、異母弟の昭武が一時的に家督を継いだ。
茂姫（しげひめ）
演：吉澤梨里花
慶喜の異母妹。

#### 水戸藩士
藤田東湖（ふじた とうこ）
演：渡辺いっけい
斉昭の側近。諍臣として斉昭を支える。藩での役職は側用人。高名な水戸学者。
川路聖謨の紹介で面会した平岡円四郎の人物を見込み、慶喜の補佐役としてふさわしいと斉昭に推薦する。
『回天詩史』などの著作により全国の尊攘の志士から信望を集めるが、安政の大地震により命を落とす。
井上甚三郎（いのうえ じんざぶろう）
演：山中敦史
七郎麻呂の傅役。
林忠五郎（はやし ちゅうごろう） / 江幡広光（えばた ひろみつ）
演：丸山敦史（林） / 嘉人（江幡）
水戸藩士。
斉昭の息子でありながらも開国を進める慶喜を理解できず、家臣の円四郎にそそのかされていると思い込み、円四郎を暗殺する。直後、2人とも川村に討ち取られた。
市川三左衛門（いちかわ さんざえもん）
演：神農直隆
水戸諸生党筆頭。
天狗党の乱に際して武田耕雲斎らを遠ざけ、藩の実権を握る。
鳥居瀬兵衛（とりい せべえ） / 榊原新左衛門（さかきばら しんざえもん）
演：小杉幸彦（鳥居） / 岡雅史（榊原）
水戸藩家老。
菊池平八郎（きくち へいはちろう）
演：町田悠宇
昭武の渡欧に随伴した水戸藩士。
フランスで日本のしきたりを振りかざし、度々揉め事を起こす。
井坂泉太郎（いさか せんたろう）
演：林雄大
昭武の渡欧に随伴した水戸藩士。
先に帰国したが、留学を打ち切った昭武を出迎えるために再度渡欧する。
加治権三郎（かじ ごんざぶろう） / 三輪端蔵（みわ たんぞう） / 服部潤次郎（はっとり じゅんじろう）
演：尾関伸次（加地） / 川端康太（三輪） / 石川啓介（服部）
昭武の渡欧に随伴した水戸藩士。

#### 天狗党
武田耕雲斎（たけだ こううんさい）
演：津田寛治
斉昭の側近。官職は伊賀守（いがのかみ）。水戸藩参政（家老）。
東湖とともに斉昭を補佐する。東湖・斉昭亡きあとの水戸藩を支える。東湖の子・小四郎が起こした天狗党の乱を鎮圧しようとするも、政敵の市川三左衛門によって藩政から遠ざけられてしまう。貞芳院のとりなしによって復帰し、小四郎を諌める立場に立つが、小四郎に嘆願されてやむなく天狗党総大将になる。斉昭の子である慶喜に期待して京都を目指すも、京を守る立場であった慶喜からは拒絶され討伐の軍勢を差し向けられる。山中の陣営で一橋家からの密書を受け取り、慶喜を追い込んでしまったことを悔い降伏。慶喜は耕雲斎らの助命を願ったが、その意に反した田沼意尊により処刑される。
藤田小四郎（ふじた こしろう）
演：藤原季節
藤田東湖の子。
父の横死後は堕落した生活を送っていたが、偶然酒場で会った栄一から喝破され改心。父の志であった尊王攘夷を果たすため、筑波山にて挙兵して天狗党の乱を起こす。京を目指し進軍するが、度重なる討伐軍との戦で天狗党は疲弊。慶喜からの密書を読んだ際は、慶喜が斉昭の遺志を踏みにじったと思い込み激昂するも、耕雲斎に諫められ降伏を決意。その後処刑される。
田丸稲之衛門（たまる いなのえもん）
演：木村靖司
水戸天狗党首領。
金井国之丞（かない くにのじょう）
演：山科圭太
水戸天狗党。

### 諸藩

#### 岡部藩
高島秋帆（たかしま しゅうはん）
演：玉木宏
岡部藩の獄に繋がれる砲術家。
幼き日の栄一と出会い、国を憂う思いを伝え影響を与える。後に釈放された際に長じた栄一と再会し、今後も励むようにという言葉を与える。ペリー来航に際して赦免され、幕府に仕える。
利根吉春（とね よしはる）
演：酒向芳
岡部藩代官。
血洗島の農家に労役を急に申し付けるなど、無理難題を強いる高慢な役人。御用金の取立にすぐには応じなかった栄一に怒りを露わにし、理不尽に罵倒する。また後日栄一が改めて御用金を収めに来た際は、彼の訴えを聞くこともなく金子だけを取り立てる。
栄一と喜作が一橋家の家臣となった後も、相変わらずの振舞いで2人を岡部に戻すよう主張するが、同じく一橋家の家臣である猪飼勝三郎に「渋沢両人は、かけがえのなき家中の者。到底承服しかねる」ときっぱり断られる。
村田文右衛門 / 舟田兵衛門
演：福井博章（村田） / 火野蜂三（舟田）
岡部藩の役人。

#### 福井藩
松平春嶽（まつだいら しゅんがく）
（松平慶永 → 松平春嶽)
演：要潤
福井藩主。諱は慶永（よしなが）。官職は越前守（えちぜんのかみ）。
美しいものに心酔する癖があり、それゆえに慶喜に期待を寄せ、薩摩の島津斉彬とも協力して、慶喜を将軍にすべく尽力する。家定からは嫌われており、彼の命を受けた直弼により、隠居・謹慎を命じられる。その後赦免され、勅使とともに東下した久光の求めにより政事総裁職に就任する。将軍後見職となった慶喜とともに上洛し、三条実美ら攘夷派公卿を説得する。その後、朝議参与に任じられるが、幕府の政治に限界を感じており、慶喜に対し「一度全てを捨て、新しい世を作ろうではないか」と大政奉還を持ち掛けるも拒否される。同じ参与の島津久光とともに横浜開港を推進する。中川宮の面前で酔ったふりをした慶喜に罵倒された際には、席を立った慶喜を追って「あなたは何という強情公だ」と呆れるも、慶喜に「私は公方様をお守りします」と返される。参与会議後、福井に帰る。その後、来訪した大久保一蔵から雄藩連合のため再び京に出るよう促され、雄藩連合はもとは左内の考えだったと回顧にふけりながら、これを了承する。
四侯会議解散後、大政奉還を行った慶喜の真意を知り、小御所会議では慶喜を擁護する。
明治維新後、民部卿に就任する。新政府に出仕した栄一が熱弁を振るう場面にも居合わせ、栄一が一橋家に仕えていたと聞くと驚き立ち上がった。
橋本左内（はしもと さない）
演：小池徹平
福井藩士。松平春嶽の側近。
雄藩連合を構想し、金平糖を使って春嶽を説得している。将軍継嗣問題に際して慶喜の英邁さを伝える著作を記すため円四郎に接触する。しかしのちに安政の大獄による弾圧に遭い、生きるよう円四郎を促して、自身は処刑される。

#### 薩摩藩
島津斉彬（しまづ なりあきら）
演：新納慎也
薩摩藩主。官職は薩摩守（さつまのかみ）。
将軍継嗣問題に慶喜を推し、彼を認めさせる密命を篤君に与えて彼女を大奥に送る。
島津久光（しまづ ひさみつ）
演：池田成志
薩摩藩国父。斉彬の弟。
上洛して勅使とともに江戸に下り、慶喜の将軍後見職就任と春嶽の政事総裁職就任を幕府に求める。八月十八日の政変により長州勢力が京から退潮すると、国政に進出し朝議参与に任じられる。横浜開港を主導し、中川宮に取り入って開港の許しを得るも、慶喜から「天下の大愚物。天下の大悪党」と罵倒され、「誰のおかげで将軍後見職になった」と怒りを募らせる。禁裏御守衛総督の座を狙っていたが、外様の台頭に危機感を覚える慶喜に取られると、怒って薩摩に帰国する。その後は大久保らの意見を容れ、討幕やむなしと考えるようになる。
維新後、大久保から上京を促されるも拒否する。
五代才助
#その他の実業関係者「五代友厚」の項を参照。
大久保一蔵
#元勲とその家族「大久保利通」の項を参照。
西郷吉之助
#元勲とその家族「西郷隆盛」の項を参照。
折田要蔵（おりた ようぞう）
演：徳井優
薩摩藩士。摂海防禦御台場築造御用掛。
高慢で尊大な人物で、事あるごとに「摂海防禦御台場築造御用掛」と自らの職名を連呼して自慢している。
大坂で塾を開いており、諸藩の藩士が出入りしているものの、ただ大風呂敷を広げるのみで信用がないため、評判は悪い。薩摩の動きを偵察しに来た篤太夫を弟子に迎える。皇族の山階宮のもとにも出入りしているが相手にされておらず、とても海岸防備の才があるとは思えないと篤太夫に評されている。その後大坂にやって来た西郷吉之助と掴み合いの喧嘩をする。
三島通庸（みしま みちつね） / 川村純義（かわむら すみよし） / 中原猶介（なかはら なおすけ）
演：松村龍之介（三島） / 日向丈（川村） / 川畑和雄（中原）
薩摩藩士。川村の通称は与十郎（よじゅうろう）。
新納刑部（にいろ ぎょうぶ）
演：藤井宏之
薩摩藩士。
英国留学中、ベルギーで五代とともに商社設立の契約を結ぶ。
岩下佐次右衛門（いわした さじえもん）
演：俵木藤汰
薩摩藩家老。
パリ万博に派遣され、幕府使節団の田辺から抗議を受ける。

#### その他の諸侯
松平頼胤（まつだいら よりたね） / 松平頼誠（まつだいら よりのぶ） / 松平頼縄（まつだいら よりつぐ）
演：石田尚巳（頼胤） / 中松俊哉（頼誠） / 林田直樹（頼縄）
水戸藩の支藩主。
徳川慶勝（とくがわ よしかつ）
（徳川慶恕 → 徳川慶勝）
演：稲荷卓央（藩主時：竹森千人）
尾張藩主。初名は慶恕（よしくみ）。
日米修好通商条約調印後、井伊の面詰のため斉昭・慶篤とともに不時登城する。
小御所会議では容堂、春嶽とともに慶喜を擁護した。
山内容堂（やまうち ようどう）
演：水上竜士
前土佐藩主。
一橋派で、のちに朝議参与に任じられる。久光や春嶽らとともに開国論を唱え、慶喜と衝突する。
小御所会議では、慶喜を除外する岩倉・大久保らに強く抗議した。
伊達宗城（だて むねなり）
演：菅原大吉
前宇和島藩主。官名は少将。
一橋派で、のちに朝議参与に任じられる。久光や春嶽らとともに開国論を唱え、慶喜と衝突する。四侯会議にも出席。
明治維新後、大蔵卿に就任する。大蔵卿退任後、旧宇和島藩士であった穂積陳重を栄一の娘・歌子に紹介する。
松平容保（まつだいら かたもり）
演：小日向星一
会津藩主。京都守護職。
朝議参与に任じられる。参与会議崩壊後、慶喜・定敬とともに一会桑政権の一角を担う。
松平定敬（まつだいら さだあき）
演：小日向春平
桑名藩主。京都所司代。松平容保の弟。
参与会議崩壊後、慶喜・容保とともに一会桑政権の一角を担う。

#### その他の諸藩士たち
九世茂山千五郎正乕（きゅうせい しげやま せんごろう まさとら）
演：茂山千五郎 / 茂山茂
彦根藩お抱えの狂言師。
宮部鼎蔵（みやべ ていぞう）
演：三濃川陽介
肥後勤王党。
来島又兵衛（きじま またべえ）
演：笠原竜司
長州藩士。

### 朝廷

#### 皇室
孝明天皇（こうめいてんのう）
演：尾上右近
第121代天皇。
異国を毛嫌いし、攘夷の実行を幕府に強く求める。だが、討幕は望んでおらず、公武合体に理解を示しており、禁裏御守衛総督となった慶喜を頼りにする。挙兵上洛して御所に迫った長州藩に怒り、慶喜に長州征討を命じる。
幕府と薩摩の関係が不安定になる中で病臥に伏し、睦仁親王にあとを託して崩御する。
夙子（あさこ）
演：辻本みず希
孝明天皇の女御。准后。
明治天皇（めいじてんのう）
（祐宮 → 睦仁親王 → 明治天皇）
演：犬飼直紀（幼少：柴崎涼吏）
第122代天皇。孝明天皇の皇子。幼称は祐宮（さちのみや）、諱は睦仁（むつひと）。
孝明天皇の崩御により即位する。

#### 親王家・公家
岩倉具視
#元勲とその家族の項を参照。
三条実美
#元勲とその家族の項を参照。
賀川肇（かがわ はじめ）
演：清水ヨネタロウ
公卿用人。
和宮の降嫁に協力したため、尊王攘夷派に暗殺される。首級は京にいた将軍後見職・徳川慶喜の宿舎に送り付けられる。
中川宮（なかがわのみや）
演：奥田洋平
世襲親王家の皇族。実名は朝彦（あさひこ）。
金銭を融通した薩摩藩の求めに応じ、横浜開港を許可する。
二条斉敬（にじょう なりゆき）
演：森啓一朗
関白。
正親町三条実愛（おおぎまちさんじょう さねなる）
演：置鮎龍太郎
公家。
勝手に兵庫開港を進めようとした老中の阿部正外と松前崇広を辞めさせるべく、慶喜に要求する。
中山忠能（なかやま ただやす）
演：堀内正美
公家。明治天皇の外祖父。

### 政界

#### 元勲とその家族
大隈重信（おおくま しげのぶ）
演：大倉孝二
佐賀藩出身。大蔵大輔。
栄一に負けず劣らずの能弁家で、「減らず口」と評される。佐賀弁で話し、「あるんである」が口癖。
駿府藩で頭角を現わした栄一に目をつけ、新政府への出仕を拒否しようとする栄一を得意の弁舌で口説き落とす。栄一の上司として改正掛の設置に協力するほか、築地の自邸で官吏たちと日夜交流を重ねる。栄一ら旧幕臣を多く登用して改革に当たらせるも、これにより大久保と対立し、大蔵大輔を罷免される。
栄一と井上の退官後、大蔵卿に就任。「政府に素直に動く商人」として三菱商会の岩崎弥太郎に肩入れし、その事業を支援する。大久保の死後、政府の最高実力者の一人となるが、北海道事業や国会開設を巡って伊藤・井上と関係が悪化し、明治十四年の政変で失脚する。下野後は政党を結成し、三菱の後方支援を受けて政府に対抗する。
大正に入り、元勲が多く世を去る中で内閣総理大臣に就任し、日本の第一次世界大戦への参戦を決める。民間に下った栄一とは立場の相違からいがみ合うことも多かったが、晩年に体調を崩した際、見舞いに来た栄一からワシントン軍縮会議に合わせて渡米することを告げられると「アメリカと戦争の道に進んではならない」との思いを託す。栄一が渡米中の大正11年（1922年）に死去。
井上馨（いのうえ かおる）
（井上聞多 → 井上馨）
演：福士誠治
長州藩出身。通称は聞多（もんた）。顔に大きな刀傷がある。
声が大きく、自身の意見を強引に押し通す豪快な気風の持ち主。維新前は伊藤とともに下関戦争の講和にあたる。
維新後は新政府に入り、大隈の後任の大蔵大輔に就任し、栄一の新たな上役となる。廃藩置県の断行を決意すると、改正掛に対策を命じる。明治6年（1873年）、予算配分を巡って大隈と衝突し、栄一と連名で政府の財政を批判する建議書を新聞に掲載し辞職。一時期は実業界に身を置くが、その後、政府に復帰する。明治十四年の政変後は権力を握った伊藤を補佐。政府に対抗する大隈を抑えるため、彼の資金源である三菱の海運独占を打破するよう栄一たちに依頼し、共同運輸会社の設立を援助する。
大正4年（1915年）、体調を崩している中、日本の第一次世界大戦参戦に快哉を叫んで倒れ、死去。
伊藤博文（いとう ひろぶみ）
（伊藤俊輔 → 伊藤博文）
演：山崎育三郎
長州藩出身。通称は俊輔（しゅんすけ）。
先を見据え、状況の変化に対応する視野の広さと柔軟性を持つ。元はイギリス公使館焼き討ちなどに参加する過激な攘夷志士だったが、渡英を機に開国派に転じ、井上とともに下関戦争の講和にあたった。
維新後は大蔵少輔に就任。部下の栄一が改正掛の設置を提案すると、これに賛同する。やがて専横を強めていく大隈の存在を危惧し、明治十四年の政変で大隈を政府から追放、政治の主導権を握る。三菱の岩崎弥太郎を卑怯だと非難する栄一に対しては、自分の正しさを主張するために敵の悪口を言うのもまた卑怯だとたしなめる。その際、日本独自の憲法と議会を作る構想を語り、「一番大きな目で日本を見ているのはあなたなんじゃないでしょうね」と栄一を驚かせた。明治18年（1885年）、内閣制度が発足すると初代内閣総理大臣に就任する。
明治42年（1909年）、渡米する栄一に「アメリカを任せた」と伝え、自身は満州・朝鮮問題の解決のため日本をあとにするが、ハルビン駅で韓国の運動家の安重根に暗殺される。
岩倉具視（いわくら ともみ）
演：山内圭哉
公家。官名は中将。
幕府が和宮の降嫁を求めてくると、これを機に幕府を意のままに動かすべく、降嫁の許容を孝明天皇に求める。だが、それにより尊攘派から恨まれ、蟄居に追い込まれる。 その後は討幕派となり、密かに大久保と討幕の密勅を引き出すべく運動する。
明治維新後は大納言、右大臣に就任する。天皇による親政を望んでおり、建武の新政の二の舞になりたくないと考え、西郷を鹿児島から連れてきたり、欧米に外遊したりなど、政府を強くすべく奔走。
栄一とはたびたび衝突するが、その手腕を見て時代の変化を痛感する。明治16年（1883年）、病床で天皇の幻を見て恍惚の表情を浮かべながら死去。
三条実美（さんじょう さねとみ）
演：金井勇太
公家。
攘夷派で、上洛した慶喜・春嶽に対し攘夷の期日を決めるよう要求する。
長らく追放されていたが、明治維新に伴い政界に復帰し、太政大臣に就任する。栄一が大久保と対立し、辞職しようとした際には引き止めに回っている。その後、インフルエンザにより死去したことが栄一によって語られる。
大久保利通（おおくぼ としみち）
（大久保一蔵 → 大久保利通）
演：石丸幹二
薩摩藩出身。通称は一蔵（いちぞう）。
久光の側近として、公武合体を実現するために上洛し、裏工作に奔走する。その後、慶喜に罵倒されて幕府を倒すと言い出した久光に対し、今は兵を整え、将来の戦に備えるべきだと助言する。慶喜が禁裏御守衛総督に就任すると、上京した西郷にあとを任せ、自身は久光とともに薩摩へ帰り、討幕の機会をうかがう。
その後再び上洛し、岩倉と協力して討幕の密勅を引き出すことに成功するも、慶喜に先手を打って大政奉還されてしまう。巻き返しを図って王政復古の大号令を実行する。
明治維新が成ると参議に就任する。旧幕臣の起用に慎重で、急進的な改革を進めていく改正掛に反感を強める。軍事費の予算編成を巡って栄一の反発に遭うと、改正掛を解散させる。栄一からは「財政のことがまったくわかっていない人」と酷評されるが、それを大久保自身も強く自覚しており、栄一のその能力への高い評価は変わらず、蚕卵紙の価格が暴落する問題が起こると、退官した栄一を説得して解決を依頼する。
大蔵卿、次いで内務卿に就任し、政府の指導者となるも、紀尾井坂の変で暗殺される。
西郷隆盛（さいごう たかもり）
（西郷吉之助 → 西郷隆盛）
演：博多華丸
薩摩藩出身。通称は吉之助（きちのすけ）。
久光が目指す公武合体の実現のため、大久保のあとを追って上京する。折田要蔵の弟子入りと称して薩摩藩の動きを探っていた篤太夫と出会い、彼と豚鍋をつつきながら日本の前途を語り合う。橋本左内とはともに慶喜を将軍にすべく奔走した仲であり、橋本が賢すぎたがゆえに井伊によって処刑されてしまったことを挙げ、円四郎も気を付けるよう忠告する。その後、慶喜に大政奉還をされ、小御所会議でも山内容堂や松平春嶽らに論破されてしまった大久保に対し、「戦がしたくなければ、やりたいようにするだけじゃ」と言い放ち、江戸市中で騒動を起こさせ、無理矢理徳川方に兵を挙げさせる。
戊辰戦争後は身を引き、薩摩で隠退する。だが、明治政府が一向に腰が据わらぬことに不安を感じた岩倉・大久保に説得されて、政治改革のため上京し、参議に就任する。しかし、その後一向に一つにまとまらぬ政府に次第に呆れるようになり、「慶喜公に申し訳が立たん」と栄一にこぼす。政府内での自分の立場に居心地の悪さを感じる栄一に「まだいろんな道が開いちょる」と助言し、背中を押す。
岩倉使節団の帰国後、政府内での対立により下野。西南戦争で戦死する。
江藤新平（えとう しんぺい）
演：増田修一朗
司法卿。佐賀藩出身。
留守政府で予算案を巡って井上と対立する。下野後、佐賀の乱を起こす。
大隈綾子（おおくま あやこ）
演：朝倉あき
大隈重信の妻。小栗忠順の縁戚。
気が強く、表だっての助言もはばからずに夫を支える賢夫人。
井上武子（いのうえ たけこ）
演：愛希れいか
井上馨の妻。
夫とともに渡欧した経験から西洋式の社交術に精通しており、華麗なドレスを颯爽と着こなし「鹿鳴館の華」と謳われる。グラント将軍の来日に際しては千代ら接待委員の妻に西洋式マナーを指導するほか、鹿鳴館において慈善バザーを主催するなど活躍する。
体調を崩した夫の看病に努め、その最期を看取った。
井上末子（いのうえ すえこ）
演：駒井蓮
井上馨の養女。
栄一の長女・うたとは年が近く、親しげに接する。

#### その他の政府首脳
小村寿太郎（こむら じゅたろう）
演：半海一晃
桂内閣の外務大臣。
日露戦争後のポーツマス条約に出席する。しかし、ロシアから賠償金が得られなかったため、不満を持った民衆に襲われる。
児玉源太郎（こだま げんたろう）
演：萩野谷幸三
陸軍参謀次長。
多額の戦費を要する対ロシア戦争を実業界が支援するよう、栄一に要請する。
加藤高明（かとう たかあき）
演：天田暦
第2次大隈内閣の外務大臣。
原敬（はら たかし）
演：石丸謙二郎
第19代内閣総理大臣。栄一の渡米中に暗殺される。
加藤友三郎（かとう ともさぶろう）
演：大森嘉之
原内閣の海軍大臣。

#### 改正掛
杉浦譲（すぎうら ゆずる）
（杉浦愛蔵 → 杉浦譲）
演：志尊淳
旧幕臣。維新前は外国奉行支配調役を勤める。通称は愛蔵（あいぞう）。
2度目の渡仏で同じく昭武の随員を務める篤太夫と出会い、意気投合。一足早く帰国し、篤太夫から預かった手紙を自ら血洗島の渋沢家に届ける。維新後は駿府の学問所に勤めた後、新政府に出仕した栄一に呼ばれ、改正掛に加わる。前島とともに郵便制度の設立に尽力する。
前島密（まえじま ひそか）
演：三浦誠己
旧幕臣。通称は来輔（らいすけ）。
静岡藩遠州中泉奉行として、維新後に行き場のない幕臣たちの救済に奔走する。
後に栄一に呼ばれ改正掛の一員となる。通信の不便を解消するため、郵便の必要性を説いて具体案を構想。しかし、採用直後に鉄道借款の処理を命じられイギリス行きが決まったため、郵便事業を杉浦に託す。
玉乃世履（たまの よふみ）
演：高木渉
岩国藩出身。
旧幕臣の栄一の下で働くことに反発するが、その働きぶりを見て「実に得難い徳川秘蔵の臣」と認め、和解する。栄一が下野する際は、真っ先に引き止めようとした。
赤松則良（あかまつ のりよし）
演：上村海成
旧幕臣。
栄一の提案によって杉浦、前島と共に静岡藩から呼ばれ、新政府に出仕する。
長岡謙吉（ながおか けんきち）
演：松澤匠
土佐藩出身。
佐藤政養（さとう まさやす）
演：鳥谷宏之
旧幕臣。
江口純三郎（えぐち じゅんざぶろう）
演：青柳尊哉
熊本藩出身。
岡本健三郎（おかもと けんざぶろう）
演：長友郁真
土佐藩出身。
肥田浜五郎（ひだ はまごろう） / 塩田三郎（しおだ さぶろう）
演：松尾淳一郎（肥田） / 増本尚（塩田）
旧幕臣。
古沢良成
演：中田暁良
土佐藩出身。のち大蔵省官吏。
吉武功成
演：小平大智
蓮池藩出身。のち大蔵省官吏。
橋本重賢
演：小野匠
彦根藩出身。のち大蔵省官吏。
高村順吉
演：西泰平
長州藩出身。のち大蔵省官吏。

#### その他の官吏たち
郷純造（ごう じゅんぞう）
演：松本こうせい
大蔵大丞。元幕臣。
アラン・シャンド
演：リカルド・バルツァリニ
イギリス出身のお雇い外国人。紙幣頭附属書記官。
第一国立銀行設立の際には、日本式珠算の採用に難色を示した。のちに小野組が破綻すると、同行に対する日本初の銀行監査を担当した。
ポール・ブリュナ
演：マッシモ・ビオンデイ
フランス出身のお雇い外国人。富岡製糸場顧問。
幣原喜重郎（しではら きじゅうろう）
演：近藤芳正
駐米大使。

### 実業界

#### 栄一の事業関係者
佐々木勇之助（ささき ゆうのすけ）
演：長村航希
第一国立銀行行員。
算盤より筆算の方が優れていると主張するシャンドと計算の速さを競い合い、勝利する。以降、側近として栄一の仕事を補佐する。
栄一が頭取を退くと、2代目頭取に就任する。
八十田明太郎（やそだ めいたろう）
演：ヒロウエノ
栄一の秘書。
渋沢倉庫部の支配人だった篤二の部下を経て栄一の秘書となる。
栄一が実業界を引退しても支え続け、渡米実業団の旅やワシントン会議に随行する。

#### 三井組
三野村利左衛門（みのむら りざえもん）
演：イッセー尾形
三井組番頭。
商魂逞しく老獪な商人。戊辰戦争では新政府に多額の資金を援助し、政権下での商いを盤石にする。大蔵省で働く栄一から合本銀行設立を依頼されると難色を示すが、強い要望に断れず、小野組と合同で第一国立銀行の株主となる。さらに、両替店にする予定で新造した三井組ハウスを、栄一の半ば強引な提案で合同銀行のために提供させられる。その際、商人に上から圧力をかけるような新政府のやり方に「これでは徳川の世と何も変わらない」と苦言を呈し、この言葉が栄一が官から民に下るきっかけとなる。
当初より三井組単独での銀行を切望し、小野組が倒産すると第一国立銀行を乗っ取ろうとするなど、合本の実践を目指す栄一とはしばしば対立するが、大蔵省から三井組への特別な権利が剥奪され、栄一が頭取に就任することとなる。その後は三井銀行設立という悲願が達成されるが、栄一に「あまりにも金中心の世の中になってきたことが怖い。開けてはいけない扉を開けてしまったのかもしれない」と語った後、明治10年2月に死去。
子供好きという一面もあり、栄一と対立する最中でも渋沢家を訪れ、栄一の子供たちの遊び相手となっている。もとは小栗忠順に仕えており、彼に才能を見出されて三井との縁ができたこと、小栗が処刑された後も彼の遺児たちの面倒を見続けているということが千代の口から明かされる。それを知った栄一は、「まことに、人は一面ではない」と呟いている。
益田孝（ますだ たかし）
演：安井順平
三井物産会社総轄。
東京商法会議所設立に協力し、栄一や大倉らと共に商業の振興に努める。その後、三菱の海運独占に対抗するため、栄一らと東京風帆船会社を立ち上げる。
益田栄子（ますだ えいこ）
演：呉代久美
益田孝の妻。

#### 小野組
小野善右衛門（おの ぜんえもん）
演：小倉久寛
小野組番頭。
新政府から官金の取扱いを任される豪商。栄一の強い要望に折れ、第一国立銀行の共同株主となる。小野組が政府から預かり金の担保を要求されると、放漫経営から資金の回収が不能となり、危機に直面する。栄一に助けを求めるが、小野組に多額の貸し付けをしている第一国立銀行も巻き添えで破産の危機に瀕したため、栄一からは政府よりも先に第一国立銀行に担保を出すよう求められる。栄一へ反発するが、古河に諭され「御一新を乗り越えてせっかくここまで来たのに」と泣き崩れる。
古河市兵衛（ふるかわ いちべえ）
演：小須田康人
小野組番頭。
小野組破綻の際は、これまで信用してくれた栄一の恩に報いるべきだと言い、返せる分の担保を栄一に差し出す。

#### 三菱商会
岩崎弥太郎（いわさき やたろう）
演：中村芝翫
三菱商会会頭。
土佐の貧しい下級武士からの叩き上げで、強気な攻めの経営が身上で気性の激しい自信家である。土佐人らしく酒好き。
台湾出兵や西南戦争の際、政府軍の軍事輸送を請け負い、莫大な利益を得ると同時に政府との結びつきを強化。大隈重信の優遇を受け、日本の海運業を独占する。
栄一が東京商法会議所を設立すると、運輸業の筆頭として名を挙げられる。会合への参加には乗り気でなかったものの、周囲が高く評価する栄一に興味を持ち、彼を宴席に誘う。栄一とは、若き日に武士の世の理不尽に怒りを覚え故郷を後にしたという共通点や、商業の力で日本を一等国にするという理想を同じくすることから意気投合。しかし栄一が唱える合本主義には懐疑的であり、「経済には勝つ者と負ける者がいる」「事業は一人の経済の才覚ある人物が己の力だけで動かしていくのが最善」と語り、自身と手を組むことを提案するが、栄一からは根本的に考えが違うと判断され決裂する。
三菱の海運独占に対抗すべく栄一らが東京風帆船会社を発足すると、社員らを使って栄一のあらぬ風聞を流し、事業を頓挫に追い込む。明治十四年の政変で大隈が追放された後、政府の支援を受けた栄一らが新たに共同運輸会社を設立すると、両社は採算を度外視した熾烈な値下げ合戦を展開するが、その最中に病に倒れる。病床で弥之助に後を託し、日本の繁栄を願いながら死去。
岩崎弥之助（いわさき やのすけ）
演：忍成修吾
弥太郎の弟。兄とは違い冷静沈着な気性。
弥太郎の死後、三菱商会を引き継ぐ。苦渋の決断の末、共同運輸との合併を了承し、2年半に及ぶ激しい競争を収束させる。

#### 東京商法会議所の関係者
福地源一郎（ふくち げんいちろう）
演：犬飼貴丈
旧幕臣。維新前は外国奉行支配、通詞御用頭取を務め、文久遣欧使節に参加した。海外事情に精通し、パリ万博使節団に随行する栄一に助言する。
維新後は東京日日新聞の記者となり、栄一らによる横浜の蚕卵紙の焼き討ちの際にはこれを新聞に掲載する。その後、栄一とともに東京商法会議所を設立する。
大倉喜八郎（おおくら きはちろう）
演：岡部たかし
大倉組商会頭取。
栄一らと東京商法会議所を設立する。その後も栄一と行動を共にする。
大倉徳子（おおくら とくこ）
演：菅野莉央
大倉喜八郎の妻。

#### その他の実業関係者
五代友厚（ごだい ともあつ）
（五代才助 → 五代友厚）
演：ディーン・フジオカ
元薩摩藩士。通称は才助（さいすけ）。
薩英戦争で捕虜となるも釈放され、逃亡中に立ち寄った熊谷宿で栄一とすれ違う。長崎遊学の経験から世界情勢に通じており、イギリスに留学する。留学中にパリ万博の情報をいち早く得て、フランス人伯爵・モンブランに接近。薩摩藩としての万博参加を実現し、幕府の威信を落とす。
維新後は新政府入りするも下野して実業家に転じ、大阪経済の指導者となる。栄一からは当初、幕府の信用を失墜させた仇敵として苦々しく思われていたが、栄一が大阪造幣局へ出張した際に意気投合し、日本の魂を商業で作り変えるという志を共有する盟友となる。以降、実業界の先達として栄一に多くの示唆を与える。
北海道開拓使官有物払下げ事件を巡って世間から中傷を受けても「名誉や金より目的が大切」と語り一切動じないなど、視野が広く達観した精神の持ち主。栄一が岩崎弥太郎の三菱に対抗して共同運輸を設立した時には、三菱との競争激化が多大な損失を生んでいることを危惧。刺し違えても勝負をつけると主張する栄一にもっと大きな目で日本を見るよう厳しく言い放った。競争の最中だった明治18年（1885年）2月に弥太郎が亡くなり、弥太郎の弟・弥之助が三菱の社長となった後、再び共同と三菱を説得し、2年半の争いに終止符が打たれて合併が実現する。この時、彼の身体は病で死期が近くなっており、栄一に「商いで日本が変わるところをこの目で見たかった」「日本を頼む」と告げて別れ、その年の秋に死去。
大黒屋六兵衛（だいこくや ろくべえ）
演：隈部洋平
横浜の貿易商。
清水喜助（しみず きすけ）
演：潟山セイキ
清水屋2代目棟梁。
三井組ハウス（後の第一国立銀行）を竣工させる。
土居通夫（どい みちお）
演：石橋徹郎
大阪の実業家。渡米実業団の一員。
高梨孝子（たかなし たかこ）
演：土居志央梨
兼子の姪。渡米実業団の隨行員。
西野恵之助（にしの けいのすけ）
演：岸田研二
鉄道実業家。帝国劇場株式会社の専務取締役。
児玉謙次（こだま けんじ）
演：平川和宏
中華民国水災同情会副会長。横浜正金銀行の頭取。
金子堅太郎（かねこ けんたろう）
演：石田登星
日米協会会長。日米関係委員会常務委員。
添田寿一（そえだ じゅいち） / 藤山雷太（ふじやま らいた）
演：瓜生和成（添田） / 筑波竜一（藤山）
日米関係委員会常務委員。

#### アメリカの実業家
ヴァンダリップ
演：リッキー・アンダーソン
銀行家。ニューヨークの金融王。
ライマン
演：ドン・ジョンソン
元財務長官。
イーストマン
演：ジェイミー・スカイ
イーストマン・コダックの創業者。

### 市井

#### 血洗島近在の人々
須永伝蔵（すなが でんぞう）
（伝蔵 → 須永虎之助 → 須永伝蔵）
演：萩原護
中の家で働く若い作男で、栄一の弟分的存在。栄一や喜作の誘いで一橋家に仕え、幕臣にもなる。仕官中の名は虎之助（とらのすけ）。
朔兵衛（さくべえ） / 権兵衛（ごんべえ）
演：小久保寿人（朔兵衛） / 永野宗典（権兵衛）
血洗島の藍農家。
三太 / 利吉 / 吉五郎
演：笠松伴助（三太） / 小手山雅（利吉） / 所広之（吉五郎）
中の家で働く作男。
おうめ / おたか / おはる
演：三輪和音（おうめ） / 笠井里美（おたか） / 梶原みなみ（おはる）
中の家で働く女中。
金八 / 善太郎 / 伊之助 / 民治郎 / 林蔵
演：田村令（金八） / 福吉大雅（善太郎） / 武田匠（伊之助） / 志村光貴（民治郎） / 白戸達也（林蔵）
尾高惇忠の剣術の門弟。
角兵衛（かくべえ）
演：渡辺哲
血洗島で長老格の藍農家。

#### 江戸・東京の人々
真田範之助（さなだ はんのすけ）
演：板橋駿谷
北辰一刀流千葉道場の門人。
道場破りのために血洗島に現れ、栄一たちと手合わせをする。長七郎に敗れた後は彼らと酒を酌み交わし、尊攘の志を共有して意気投合する。 やがて惇忠たちが横浜の外国人居留地を焼き討ちする計画を立てた際はそこに参加するが、尊攘活動の実際を知る長七郎に涙ながらに止められ、彼らとは違う道から尊攘を追い求めることとなる。のちに天狗党の乱に合流する。
大橋訥庵（おおはし とつあん）
演：山崎銀之丞
思誠塾の主催者。
過激な尊攘論者。江戸に遊学に行った長七郎や栄一と出会い、影響を与える。桜田門外の変で直弼が殺されたのちに坂下門外の変を計画し、門下生に実行に移させるも、安藤信正の殺害には至らず捕縛される。
河野顕三（こうの けんぞう）
演：福山翔大
大橋訥庵の門下。左眼に眼帯を付けている。師匠以上に過激な尊攘論者。
いわゆる「草莽の志士」であり、江戸に来た栄一・喜作に影響を与える。大橋の命で老中の安藤信正を坂下門外で襲い負傷させるが、護衛に返り討ちにされ、命を落とす。
多賀谷勇（たがや いさむ） / 椋木潜（むくのき ひそむ）
演：新納だい（多賀谷） / 阿岐之将一（椋木）
大橋訥庵の門下。
梅田慎之介（うめだ しんのすけ）
演：渡辺徹
江戸の武器商人。
尊攘思想に傾倒し横浜焼き討ち計画のため準備を進める栄一たちと出会う。当初は腹のうちを見せなかったが、彼らの尊攘の心意気に触れ、快く武器を売り渡す。
横川勇太郎（よこかわ ゆうたろう）
演：本多遼
千葉道場の門人。
中村三平（なかむら さんぺい）
演：木村達成
下谷海保塾塾生。
小野田（おのだ） / 守山 / 水野
演：坂口湧久（小野田） / 川野快晴（守山） / 黒住尚生（水野）
栄一宅に寄宿する書生たち。
木下（きのした）
演：足立智充
東京養育院の係員。
タマ / マツ / セツ
演：大沼和奏 / 田中千空 / 安山夢子
東京養育院に入居している少女たち。
タケシ
演：土田諒
東京養育院に入居している少年。
猿渡常安（さるわたり つねやす）
演：倉沢学
渋沢家の主治医。
沼間守一（ぬま もりかず）
演：オレノグラフィティ
民権活動家。東京府会議員。旧幕臣で気性の激しい性格。栄一の事業内容に激しく噛みつく。
田口卯吉（たぐち うきち）
演：米村亮太朗
東京府会議員。
二代目神田伯山（にだいめ かんだ はくざん）
演：六代目神田伯山
講談師。
三菱と共同運輸の熾烈な競争の様子を辻講釈で語り聞かせる。
喜十郎（きじゅうろう）
演：岡元次郎
輸入水道管の採用を進めた栄一を襲った暴漢。
豆千代（まめちよ）
演：吉田真理
芸者。
斎藤 / 宮崎 / 山中
演：浦上晟周（斎藤） / 玉田真也（宮崎） / 新名基浩（山中）
篤二の学友たち。
高木（たかぎ）
演：村上かず
栄一の主治医。
玉蝶（たまちょう）
演：江守沙矢
篤二の情婦。元は売れっ子の芸者で、東京・白金において篤二と同居する。篤二との仲は彼の死まで続いた。
北里柴三郎（きたざと しばさぶろう）
演：八十田勇一
医学博士。
松田（まつだ）
演：茂木淳一
ラジオアナウンサー。

#### 一橋領近在の人々
阪谷朗廬（さかたに ろうろ）
演：山崎一
漢学者。備中寺戸村興譲館の主宰。徴兵のため備中を訪れた栄一と語らい、役人ながら柔軟な考えを示す栄一に興味を持つ。後に子の芳郎が栄一の婿となる。
関根（せきね）
演：辻本一樹
備中在住の撃剣家。栄一と手合わせし、打ち負かされる。
阪谷シオ（さかたに しお）
演：ともさと衣
阪谷朗盧の妻。
山本三四郎（やまもと さんしろう） / 山本五六郎（やまもと ごろくろう）
演：興津正太郎（三四郎） / 平松來馬（五六郎）
阪谷朗盧の門人兄弟。
庄左衛門（しょうざえもん）
演：大滝寛
備中一橋領の庄屋。
多呂作（たろさく）
演：土平ドンペイ
播磨一橋領の百姓。
治郎作 / 三郎作
演：平田理（治郎作） / 鈴木康平（三郎作）
播磨一橋領の百姓。
山口常左衛門（やまぐち つねざえもん） / 山口たへ（やまぐち たへ）
演：五頭岳夫（常左衛門） / 中澤敦子（たへ）
武蔵旧一橋領の蚕農夫妻。飯能戦争で負傷した平九郎を匿う。

#### その他の地域の人々
藤兵衛（とうべえ） / 勘左衛門（かんざえもん）
演：カトウシンスケ（藤兵衛） / 松本亮（勘左衛門）
信州の藍農家。
伝六 / 源八
演：吉岡睦雄（伝六） / 植木祥平（源八）
在京の長州人。
トメ
演：梅沢昌代
岩倉具視の手伝いの老女。

### 諸外国政府

#### アメリカ合衆国
マシュー・ペリー
演：モーリー・ロバートソン
東インド艦隊司令長官。
日本を開港させるという使命を負い、黒船を率いて浦賀に来航する。
アダムズ
演：ブレーク・クロフォード
ペリーの副官。
タウンゼント・ハリス
演：チャールズ・グラバー
駐日総領事。
ヒュースケン
ハリスの通訳官。
ユリシーズ・グラント
演：フレデリック・ベノリエル
元合衆国大統領（第18代）。南北戦争で活躍した軍人で世界的名士。
明治12年に来日した際、政府から不平等条約改正の糸口となることを期待され、官民双方から盛大な歓待を受ける。接待委員の代表である栄一に対して、もはや大統領でない自分には日本の期待に応えられることなど何もできないと、困惑した心情を告げる。その際、栄一の家を訪ねたいと言いだし、飛鳥山の新居で千代たちから手厚くもてなされる。渋沢家での応接に心を動かされ、「多くの欧米人から軽んじられている日本が独立を守り成長していくのは容易なことではないが、私はそれが成功することを願っている」と語る。
ジュリア・グラント
演：ミッシェル・タケ
元大統領の妻。夫の来日に同行する。栄一らの歓待に応え、自身も手料理を披露した。
ジェシー・グラント
演：ブレント・オリアン
元大統領の息子。
セオドア・ルーズベルト
演：ガイタノ・トタロ
合衆国大統領（第26代）。
ロジャー・グリーン
演：スティーブ・ワイリー
渡米実業団の接待員。
ウィリアム・タフト
演：ニール・ギャリソン
合衆国大統領（第27代）。

#### イギリス帝国
アーネスト・サトウ
演：カイル・カード
日本語通訳官。
ダウエル
演：ネイサン・ベリー
イギリス海軍大佐。
ハリー・パークス
演：イアン・ムーア
駐日公使。
アレクサンダー・シーボルト
演：アレキサンダー・サガラ
日本語通訳官。フィリップ・シーボルトの子。
パリ万博使節団と同行して密かに幕府の内情を探り、イギリス外務省に報告していた。

#### フランス帝国
レオン・ロッシュ
演：ディディエ・ケアロック
駐日公使。
カション
演：ド・ランクザン望
神父。日本語通訳。
パリ万博使節団の正式な通訳だが、全権公使の向山と折り合いが悪い。
モンブラン伯爵
演：ジェフリー・ロウ
琉球王国博覧会委員長。和名は白山。
幕府が彼との接触に消極的なため、薩摩藩に接近する。
フリュリ・エラール
演：グレッグ・デール
日本総領事。銀行オーナー。
篤太夫をパリの証券取引所に連れて行き、国債や社債の仕組みを教える。
ナポレオン三世
演：ジュリアン・ジョラン
フランス皇帝。
ウジェニー
演：マリー・モリエット
ナポレオン三世の皇后。
ヴィレット
演：サンシモン
フランス陸軍中佐。
フランス留学中の昭武に帝王学を伝授するため、教師として配される。昭武や篤太夫らに、髷を落とし、刀を外し、洋服を着ることを指示する。

#### 中華民国
孫文（そん ぶん）
演：東浩
中国国民党理事長。
訪日した際、栄一に中国経済の立て直しについて意見を伺う。栄一からは経済人になるよう勧められるが、内紛により約束は果たせなかった。
戴天仇（たい てんきゅう）
演：石塚義高
孫文の日本語通訳。

#### その他の諸外国
ポルスブルック
演：ダニエル・マナシエフスキー
オランダ駐日公使。
レオポルド二世
演：アルノ・ルギャル
ベルギー国王。
昭武との謁見の場で自国の鉄を熱心に売り込み、篤太夫を感心させる。

### 語り部
徳川家康（とくがわ いえやす）
演：北大路欣也
江戸幕府の祖にして、当ドラマの案内役。劇中の登場人物からは「東照大権現」と称される。
黒衣のパントマイミスト（演：カンパニーデラシネラ）とともに歴史背景などの情報を交え、自ら興した江戸幕府の終焉と新たな時代を俯瞰して解説する。
第23回では、慶喜が家臣に大政奉還の意向を伝える現場を「見守って」おり、慶喜の言葉に聞き入ると、天を仰ぎ目を閉じる表情を見せた。第30回ではタブレットを手にしながら、新政府による改革の遅れのシーンを嘆いてみせた。

## スタッフ
- 作：大森美香
- 音楽：佐藤直紀
- テーマ音楽演奏：NHK交響楽団
- テーマ音楽指揮：尾高忠明[注釈 5]
- 題字：杉本博司[注釈 6]
- 衣装デザイン：黒澤和子
- 語り：守本奈実
- 副音声解説：宗方脩
- 語り（総集編）：髙橋美鈴

- 時代考証：井上潤[注釈 7] / 齊藤洋一[注釈 8] / 門松秀樹[注釈 9]
- 建築考証：三浦正幸
- 国旗考証：吹浦忠正
- 所作指導：橘芳慧
- アクション監修：諸鍛冶裕太
- 剣術指導：楠見彰太郎
- 馬術指導：田中光法
- 砲術指導：佐山二郎
- 芸能指導：友吉鶴心
- 振付指導：小野寺修二
- 藍作指導：松由拓大
- 藍染指導：根岸誠一 / 渡邉健太
- 養蚕指導：横山岳 / 須関浩文
- 農業指導：君島佳弘
- 算盤指導：太田敏幸
- 書道指導：金敷駸房
- 舞指導：藤間仁凰
- 笛指導：藤舎推峰
- 助産指導：三宅はつえ
- 藁作業/わら細工指導：中島安啓
- 座繰指導：東宣江 / 林久美子
- 裁縫指導：小林操子
- 神事指導：根岸重光
- 医事指導：冨田泰彦
- 料理指導：柳原尚之
- 茶道指導：井関脩智
- 太鼓指導：山部泰嗣
- 能指導：坂真太郎
- 狂言指導：茂山千五郎[注釈 3]
- 鼓指導：島村聖香
- 結髪指導：荒井孝治
- 邦楽指導：本條秀太郎
- 囲碁指導：田尻悠人
- 軍事所作指導：越康広
- マナー指導：山本節子
- コーヒー指導：鈴木誉志男
- 社交ダンス指導：NANCY佐藤
- 電気通信指導：有澤豊志
- 写真現像指導：田村政実
- 昆虫採集指導：佐々木洋
- 小唄指導：田村てる
- 相撲指導：室伏渉
- 三味線指導：坂田舞子[注釈 10]
- 武州ことば指導：新井小枝子 / 千葉誠太郎[注釈 10] / 吉田重行 / 富田エル
- 信州ことば指導：唐木ちえみ
- 江戸ことば指導：柳亭左龍
- 水戸ことば指導：中澤敦子[注釈 10]
- 京ことば指導：井上裕季子
- 土佐ことば指導：岡林桂子
- 薩摩ことば指導：持永雄恵[注釈 10]
- 長州ことば指導：一岡裕人
- 備中ことば指導：石川孝三
- 会津ことば指導：河原田ヤスケ
- 播磨ことば指導：中山克己
- 駿府ことば指導：鈴木ひろみ
- 佐賀ことば指導：神崎孝一郎
- 英語指導：塩屋孔章
- オランダ語指導：ヴェストラ・マルガリーテ
- ロシア語指導：ピスクノーワ・オクサーナ
- フランス語指導：黒柳美帆
- イタリア語指導：石川若枝
- ドイツ語指導：井上あずさ
- 中国語指導：許艶

- 資料提供：永井博 / 大庭裕介 / 馬場裕子 / 荻野勝正 / 石原達也 / 藤澤幸宏 / 小松雅子 / 菊地ひと美 / 野澤直美 / 岩橋勝 / 岡村龍男 / 横山和輝 / 木村昌人 / 田村政実 / 京都大学附属図書館 / 九州大学附属図書館 / 船の科学館 / 横須賀市 / 三井文庫 / 渋沢栄一記念館 / 茨城県立歴史館 / 東京都立中央図書館 / 国土地理院 / 福井市立郷土歴史博物館 / 宮内庁京都事務所 / 早稲田大学図書館 / 横須賀市自然・人文博物館 / 東善寺 / 姫路木綿復活の会 / アダチ版画研究所 / 日本カメラ博物館 / 松戸市戸定歴史館 / 市立函館博物館 / 横浜開港資料館 / 日本新聞博物館 / 郵政博物館 / 慶應義塾福澤研究センター / 日本銀行金融研究所貨幣博物館 / 岡谷蚕糸博物館 / 東京都江戸東京博物館 / 国立科学博物館 / 久能山東照宮博物館 / 清凉寺 / 東京都健康長寿医療センター / ザ・ロープ / 渋沢史料館 / 横浜こどもの国 / 東京大学総合研究博物館 / 日本ラジオ博物館 / 北多摩薬剤師会 / 総務省統計局統計資料館 / 北里柴三郎記念室 / 築地本願寺 / 米国議会図書館 / ゲッティイメージズ / ニューアーク公共図書館（英語版） / Japanese American National Museum / アラミー（英語版） / China Dialogue（英語版） / Sharman Grinberg Film Library / フランス銀行アーカイブ / GP archives（英語版）
- 撮影協力：埼玉県 / 静岡県 / 群馬県安中市 / 群馬県みなかみ町 / 群馬県渋川市 / 茨城県水戸市 / 茨城県つくばみらい市 / 神奈川県相模原市 / 神奈川県横浜市 / 神奈川県相模原市 / 福島県南会津町 / 埼玉県嵐山町 / 高知県中土佐町 / 千葉県南房総市 / 栃木県日光市 / 東京都台東区 / フランスパリ市 / いばらきフィルムコミッション / 南房総ロケーションサービス / 弘道館事務所 / 奥会津博物館 / 東京農工大学 / 大日本蚕糸会 / 血洗島獅子舞保存会 / 富岡製糸場 / 日本郵船氷川丸
- パリロケーション：澤田正道 / 畑明広 / 田中美雪
- 制作統括：菓子浩 / 福岡利武[3]
- プロデューサー：板垣麻衣子 / 藤原敬久 / 橋爪國臣 / 石村将太
- 演出：黒崎博 / 村橋直樹 / 渡辺哲也 / 田中健二 / 川野秀昭 / 松木健祐[3] / 尾崎裕人 / 田島彰洋 / 鈴木航

### 青天を衝け 紀行
- バンドネオン演奏：三浦一馬（第1回 - 第12回）
- オンド・マルトノ演奏：大矢素子（第13回 - 第25回）
- チェロ演奏：伊東裕（第26回 - 第37回）
- 鼓笛演奏：深谷市立常盤小学校鼓笛隊（第38回 - 最終回）
- 語り：林田理沙

## 放送

### 放送時間
- NHK BS4K：毎週日曜 18時 - 18時45分
- NHK BSプレミアム：毎週日曜 18時 - 18時45分
- 総合テレビ：毎週日曜 20時 - 20時45分
- （再放送）総合テレビ：毎週土曜 13時5分 - 13時50分
- NHKプラス：本放送と同時配信。放送後は見逃し配信（大河ドラマでは初）[33]。

### 放送日程
- 初回・第40回・最終回は15分拡大。

| 血洗島・青春篇（第1回 - 第12回）                        |          |                     |          |                                                                                        |       |
| 第01回                                                  | 02月14日 | 栄一、目覚める      | 黒崎博   | 旧渋沢邸 中の家（埼玉県深谷市）                                                        | 20.0% |
| 第02回                                                  | 02月21日 | 栄一、踊る          | 黒崎博   | 諏訪神社（血洗島）（埼玉県深谷市）                                                     | 16.9% |
| 第03回                                                  | 02月28日 | 栄一、仕事はじめ    | 黒崎博   | 弘道館（茨城県水戸市）                                                                 | 16.7% |
| 第04回                                                  | 03月07日 | 栄一、怒る          | 村橋直樹 | 小石川後楽園（東京都文京区） 一ツ橋（東京都千代田区）                                  | 15.5% |
| 第05回                                                  | 03月14日 | 栄一、揺れる        | 村橋直樹 | 大川道場跡（大川平三郎翁記念公園）（埼玉県坂戸市） 鹿島神社（埼玉県深谷市）            | 16.2% |
| 第06回                                                  | 03月21日 | 栄一、胸騒ぎ        | 黒崎博   | 玉泉寺（静岡県下田市）                                                                 | 15.5% |
| 第07回                                                  | 03月28日 | 青天の栄一          | 村橋直樹 | 馬喰さつき（群馬県南牧村） 安中宿須藤本陣跡（群馬県安中市） 内山峡詩碑（長野県佐久市） | 14.2% |
| 第08回                                                  | 04月04日 | 栄一の祝言          | 松木健祐 | 埋木舎（滋賀県彦根市）                                                                 | 15.3% |
| 第09回                                                  | 04月11日 | 栄一と桜田門外の変  | 村橋直樹 | 旧江戸城 桜田門（東京都千代田区） 豪徳寺（東京都世田谷区） 天寧寺（滋賀県彦根市）      | 14.5% |
| 第10回                                                  | 04月18日 | 栄一、志士になる    | 松木健祐 | 草津宿 本陣（滋賀県草津市） 旧深谷宿 東常夜燈（埼玉県深谷市）                          | 13.9% |
| 第11回                                                  | 04月25日 | 横濱焼き討ち計画    | 黒崎博   | 東本願寺（京都府京都市）                                                               | 14.1% |
| 第12回                                                  | 05月02日 | 栄一の旅立ち        | 黒崎博   | 高崎城址（群馬県高崎市） 尾高惇忠生家（埼玉県深谷市）                                  | 13.4% |
| 一橋家臣編（第13回 - 第21回）                           |          |                     |          |                                                                                        |       |
| 第13回                                                  | 05月09日 | 栄一、京の都へ      | 田中健二 | 三条小橋（京都府京都市）                                                               | 13.9% |
| 第14回                                                  | 05月16日 | 栄一と運命の主君    | 田中健二 | 京都御苑（京都府京都市）                                                               | 15.5% |
| 第15回                                                  | 05月23日 | 篤太夫、薩摩潜入    | 川野秀昭 | 天保山台場跡（天保山公園）（大阪府大阪市） 湊川神社（兵庫県神戸市）                    | 15.3% |
| 第16回                                                  | 05月30日 | 恩人暗殺            | 村橋直樹 | 湯島聖堂（東京都文京区） 西町奉行所跡（京都府京都市）                                  | 14.6% |
| 第17回                                                  | 06月06日 | 篤太夫、涙の帰京    | 田中健二 | 筑波山神社（茨城県つくば市） 水藩烈士弔魂碑（埼玉県深谷市)                             | 14.2% |
| 第18回                                                  | 06月13日 | 一橋の懐            | 川野秀昭 | 興譲館（岡山県井原市）                                                                 | 14.2% |
| 第19回                                                  | 06月20日 | 勘定組頭 渋沢篤太夫 | 尾崎裕人 | 姫路城（兵庫県姫路市） 今市地区（兵庫県高砂市）                                        | 13.6% |
| 第20回                                                  | 06月27日 | 篤太夫、青天の霹靂  | 村橋直樹 | 壬生寺（京都府京都市） 亀山本徳寺（兵庫県姫路市）                                      | 14.6% |
| 第21回                                                  | 07月04日 | 篤太夫、遠き道へ    | 川野秀昭 | 本圀寺（京都府京都市） 旧江戸城 清水門（東京都千代田区）                               | 16.5% |
| パリ編（第22回 - 第25回）                               |          |                     |          |                                                                                        |       |
| 第22回                                                  | 07月11日 | 篤太夫、パリへ      | 田中健二 | 戸定邸（千葉県松戸市）                                                                 | 14.7% |
| 第23回                                                  | 07月18日 | 篤太夫と最後の将軍  | 田中健二 | 岩倉具視幽棲旧宅（京都府京都市）                                                       | 14.1% |
| 第24回                                                  | 08月15日 | パリの御一新        | 田中健二 | 寛永寺（根本中堂）（東京都台東区） 円通寺（東京都荒川区）                              | 14.3% |
| 第25回                                                  | 08月22日 | 篤太夫、帰国する    | 黒崎博   | 能仁寺（埼玉県飯能市） 渋沢平九郎自決の地（埼玉県越生町）                              | 12.0% |
| 静岡編（第26回 - 第28回）                               |          |                     |          |                                                                                        |       |
| 第26回                                                  | 09月12日 | 篤太夫、再会する    | 黒崎博   | 宝台院（静岡県静岡市）                                                                 | 12.7% |
| 第27回                                                  | 09月19日 | 篤太夫、駿府で励む  | 村橋直樹 | 五稜郭跡（北海道函館市）                                                               | 12.6% |
| 第28回                                                  | 09月26日 | 篤太夫と八百万の神  | 黒崎博   | 徳川慶喜公屋敷跡（静岡県静岡市）                                                       | 13.8% |
| 明治政府編（第29回 - 第31回）                           |          |                     |          |                                                                                        |       |
| 第29回                                                  | 10月03日 | 栄一、改正する      | 田島彰洋 | 大蔵省跡（東京都千代田区） 旧新橋停車場（東京都港区） 郵便発祥の地（東京都中央区）     | 13.1% |
| 第30回                                                  | 10月10日 | 渋沢栄一の父        | 黒崎博   | 華蔵寺（埼玉県深谷市）                                                                 | 13.0% |
| 第31回                                                  | 10月17日 | 栄一、最後の変身    | 鈴木航   | 富岡製糸場（群馬県富岡市）                                                             | 14.0% |
| 実業〈算盤〉編（第32回 - 第37回）                       |          |                     |          |                                                                                        |       |
| 第32回                                                  | 10月24日 | 栄一、銀行を作る    | 村橋直樹 | 銀行発祥の地（東京都中央区）                                                           | 12.9% |
| 第33回                                                  | 10月31日 | 論語と算盤          | 田中健二 | 南洲神社（鹿児島県鹿児島市） 清水谷（東京都千代田区） 大久保利通公墓所（東京都港区）   | 11.9% |
| 第34回                                                  | 11月07日 | 栄一と伝説の商人    | 川野秀昭 | 東京商工会議所（東京都千代田区） 大阪商工会議所（大阪府大阪市）                        | 14.4% |
| 第35回                                                  | 11月14日 | 栄一、もてなす      | 田中健二 | 飛鳥山公園（東京都北区）                                                               | 12.9% |
| 第36回                                                  | 11月21日 | 栄一と千代          | 黒崎博   | 東京都健康長寿医療センター（東京都板橋区） 渋沢千代の墓（谷中霊園）（東京都台東区）    | 12.2% |
| 第37回                                                  | 11月28日 | 栄一、あがく        | 鈴木航   | 岩崎弥太郎生家（高知県安芸市） 土佐稲荷神社（大阪府大阪市） 清澄庭園（東京都江東区）   | 12.0% |
| 実業〈論語〉編（第38回 - 最終回）                       |          |                     |          |                                                                                        |       |
| 第38回                                                  | 12月05日 | 栄一の嫡男          | 渡辺哲也 | 上野東照宮（東京都台東区）                                                             | 12.6% |
| 第39回                                                  | 12月12日 | 栄一と戦争          | 村橋直樹 | 大勝神社（北海道清水町） 渋沢喜作邸跡（東京都港区）                                    | 11.9% |
| 第40回                                                  | 12月19日 | 栄一、海を越えて    | 黒崎博   | 徳川慶喜公屋敷跡（東京都文京区） 徳川慶喜公墓所（東京都台東区）                        | 12.1% |
| 最終回                                                  | 12月26日 | 青春はつづく        | 黒崎博   | 渋沢栄一の墓（谷中霊園）（東京都台東区）                                               | 11.2% |
| 平均視聴率：14.1%（ビデオリサーチ調べ、関東地区・世帯） |          |                     |          |                                                                                        |       |

### 東京オリンピック・パラリンピック放送に伴う影響
7月25日・8月1日・8日は総合テレビ・BS4Kで2020年東京オリンピック中継放送のため、8月29日・9月5日は総合テレビ・BS4Kで2020年東京パラリンピック中継放送のため、放送を休止した（BSプレミアムでの放送時間帯は別番組）。
なお、休止期間中の特別対応として、8月8日の0時35分（7日深夜）から総合テレビで総集編第一部・第二部と第22回・第23回の再放送を一挙放送した。また、第23回が8月14日に、第24回・第25回が9月6日（5日深夜）に、第25回については9月11日にも追加で再放送されている。

### 放送時間変更
- 第9回（4月11日）の総合テレビでの本放送は、福岡県のみ福岡県知事選挙の開票速報特番のため、19時30分 - 20時15分に先行ネット放送された（その他の地域では通常枠で放送）。
- 第21回（7月4日）の総合テレビでの本放送は、東京都議会議員選挙の開票速報特番のため、15分繰り下げ（20時15分 - 21時）。
- 第33回（10月31日）の総合テレビでの本放送は、第49回衆議院議員総選挙の開票速報特番のため、50分繰り上げ（19時10分 - 19時55分）。

#### 総合テレビ・再放送枠における放送休止など
- 第20回（7月3日）は静岡県熱海市での大規模土砂災害関連の緊急ニュースのため急遽休止となり、翌日（4日）の13時50分 - 14時35分に改めて再放送された。ただし、北海道地方・徳島県では13時20分 - 15時に『Jリーグ2021「北海道コンサドーレ札幌×徳島ヴォルティス」』中継を放送したため75分遅れの録画ネット（15時05分 - 15時50分）で放送された。
- 第21回（7月10日）は九州南部の記録的大雨のニュースのため九州・沖縄地方ではネット返上、その他の地域では大雨関連ニュースにより13時のニュースが13時15分まで拡大されたのに伴い10分繰り下げ（13時15分 - 14時）て放送された。
- 第23回の3回目（8月14日）は、12時からの『正午のニュース』が西日本を中心とした記録的豪雨関連のニュースのため12時55分まで（全国枠は12時50分まで）拡大放送されたのに伴う特別編成のため10分繰り下げ（13時15分 - 14時）て放送された。
- 第25回の1回目（8月28日）は、9時 - 12時55分に『東京2020パラリンピック 陸上』中継を放送[注釈 11]したのに伴う特別編成のため10分繰り下げ（13時15分 - 14時）て放送された。
- 最終回は、年末年始特集編成の関係で再放送日時が通常と異なり、12月29日（水曜日）の13時05分 - 14時05分に再放送された。

### 総集編
2022年1月3日に総合で、1月1日にBS4Kで放送(4部構成)。
| 放送回 | 放送時間（総合）    | 放送時間（BS4K）    | 本編回          |
| ------ | ------------------- | ------------------- | --------------- |
| 第一部 | 08時15分 - 09時10分 | 13時30分 - 14時25分 | 第01回 - 第12回 |
| 第二部 | 09時10分 - 10時00分 | 14時25分 - 15時15分 | 第13回 - 第22回 |
| 第三部 | 10時05分 - 10時59分 | 15時15分 - 16時09分 | 第22回 - 第31回 |
| 第四部 | 10時59分 - 11時49分 | 16時09分 - 16時59分 | 第31回 - 第41回 |

放送期間中の放送
| 放送回 | 初回放送日 | 本編回          |
| ------ | ---------- | --------------- |
| 第一部 | 5月09日    | 第01回 - 第12回 |
| 第二部 | 8月08日    | 第13回 - 第21回 |

## 受賞歴
- 第110回ザテレビジョンドラマアカデミー賞[65]
  - 主演男優賞（吉沢亮）
  - 助演男優賞（草彅剛）
- 2022年 エランドール賞プロデューサー賞（田中友幸基金賞） - 菓子浩[66]、福岡利武[67]
- 第59回（2021年度）ギャラクシー賞 テレビ部門・個人賞 - 草彅剛[68]
- 第30回 橋田賞 新人賞 - 吉沢亮[69]

## ドラマ舞台地の誘致運動・反応
- 渋沢栄一の故郷である血洗島村を含む埼玉県深谷市では、2020年（令和2年）1月31日、NHK大河ドラマ「青天を衝け」深谷市推進協議会の設立総会が開かれた。官民一体で大河ドラマによる地域振興のための協力体制を築き、放送に合わせて深谷市仲町の深谷生涯学習センター・深谷公民館内に2021年（令和3年）1月から2022年1月までの1年間、大河ドラマ館を設置することを決めた[70]。2020年10月21日、放送開始が2021年2月14日となることが発表されたため、大河ドラマ館の開館を2月中旬に延期することが発表され[71]、11月18日、開館期間が2021年2月16日から2022年1月10日までと再度発表された[72]。深谷大河ドラマ館には2021年2月16日の開館から延べ14万4395人が来場し2022年（令和4年）1月10日に閉館した[73]。
- 渋沢栄一終焉の街である東京都北区でも、本邸のあった飛鳥山に大河ドラマ館を設置することを発表した。東京23区での大河ドラマ館設置は初となる[74]。開館期間は2021年（令和3年）2月20日から12月26日まで[75]。なお、東京都北区と埼玉県深谷市を含む渋沢栄一ゆかりの団体が、2019年（令和元年）8月27日に「渋沢栄一翁の顕彰に関する包括連携協定」を締結し、各団体や自治体が持つそれぞれの特徴を活かしながら、多様な分野で包括的な連携と協働による事業を推進していくとしている[76]。2021年12月26日、『青天を衝け』最終回の放送日に閉館し、7万5000人以上が来場した[77]。

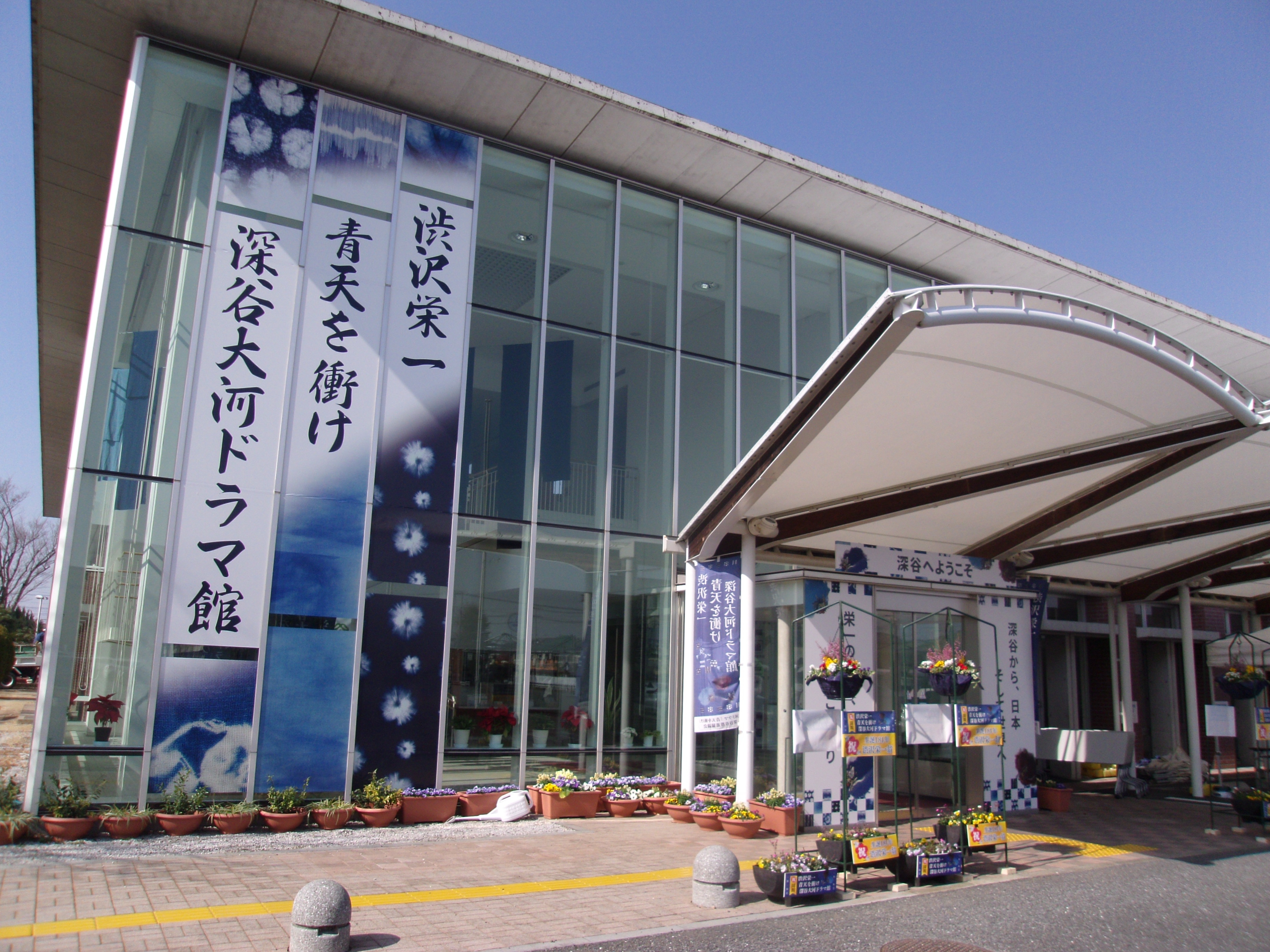
深谷大河ドラマ館
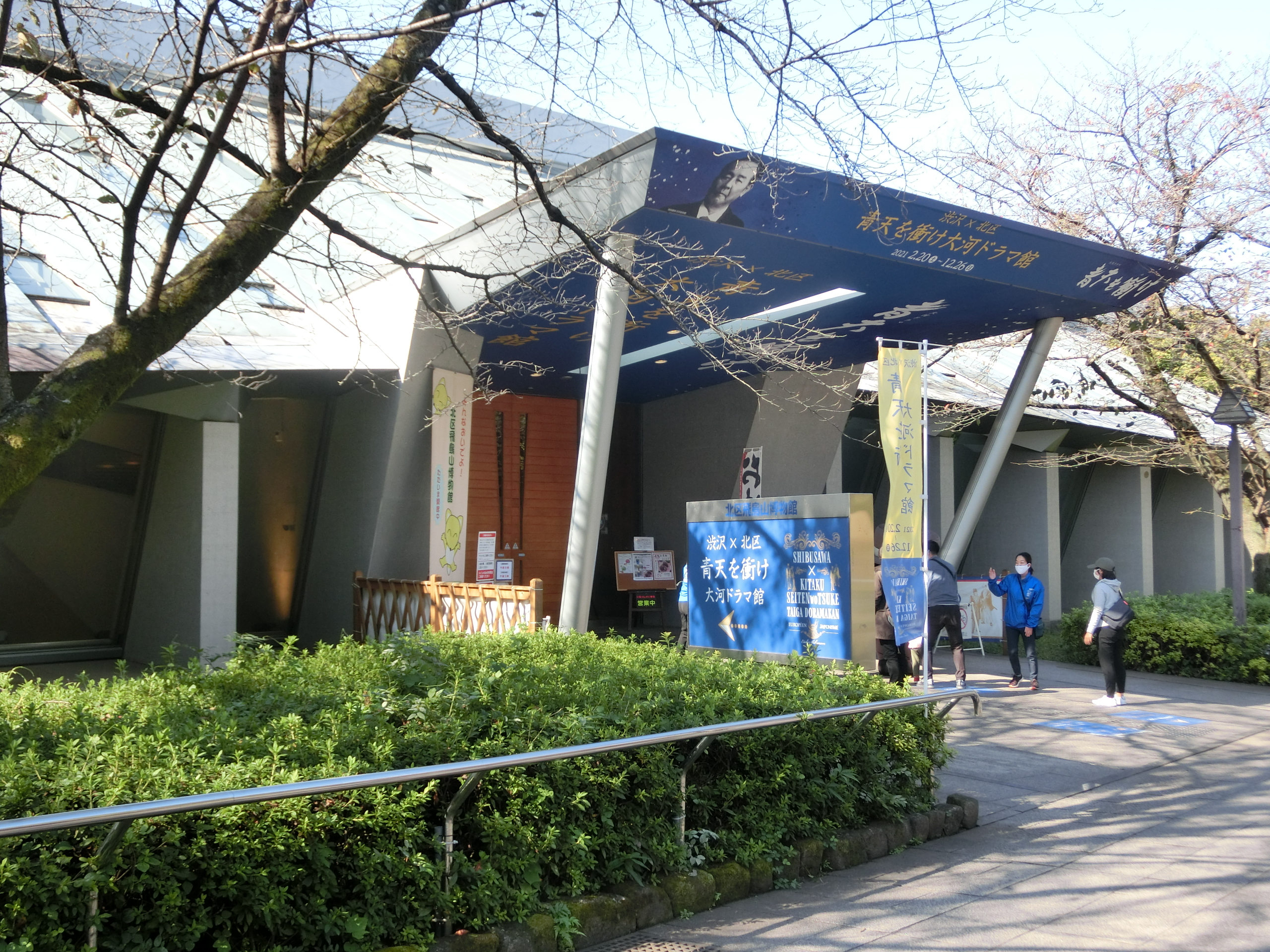
北区大河ドラマ館

## 関連商品

### サウンドトラック
NHK大河ドラマ「青天を衝け」オリジナル・サウンドトラック（avex）
- I（2021年3月24日発売、EAN 4988064841165）
- II（2021年8月11日発売、EAN 4988064841233）
- III（2021年12月22日発売、EAN 4988064841288）

### 書籍
公式ガイドブック
- NHK大河ドラマ・ガイド 青天を衝け（NHK出版）
  - 前編（2021年1月29日発売、ISBN 978-4149233864）
  - 後編（2021年6月25日発売、ISBN 978-4149233871）
  - 完結編（2021年10月29日発売、ISBN 978-4149233888）

- NHK大河ドラマ歴史ハンドブック 青天を衝け: 渋沢栄一とその時代（NHK出版、2020年12月25日発売、ISBN 978-4149110363）
- NHK大河ドラマ「青天を衝け」完全ガイドブック（東京ニュース通信社）
  - PART1（2021年1月29日発売、ISBN 978-4867012024）

- 2021年NHK大河ドラマ「青天を衝け」完全読本（産経新聞出版）
  - 完全読本（2021年1月28日発売、ISBN 978-4819152419）

ノベライズ
- NHK大河ドラマ 青天を衝け（NHK出版）作：大森美香、著：豊田美加
  - 一（2021年1月29日発売、ISBN 978-4140057162）
  - 二（2021年4月28日発売、ISBN 978-4140057179）
  - 三（2021年8月10日発売、ISBN 978-4140057186）
  - 四（2021年11月20日発売、ISBN 978-4140057193）

### DVD/BD
- 大河ドラマ 青天を衝け 完全版 DVD/BD-BOX
  - 第壱集（第1回 - 第12回、2021年9月24日発売）
  - 第弐集 （第13回 - 第26回、2021年12月17日発売）
  - 第参集（第27回 - 第41回、2022年3月25日発売）
- 大河ドラマ 青天を衝け 総集編（第1部 - 第4部、2022年05月27日発表）

## その他
2022年10月に行われ、150人が投票に参加した「吉沢亮の出演歴代ドラマ人気ランキング」では、『なつぞら』や『仮面ライダーフォーゼ』らを凌ぎ1位を獲得した。